# ブルノ市電
ブルノ市電（ブルノしでん、チェコ語: Tramvajová doprava v Brně）は、チェコの都市・ブルノに存在する路面電車。総延長70 kmを超える大規模な路線網を有し、2021年現在は路線バス、トロリーバス（ブルノ・トロリーバス）等の公共交通機関と共にブルノ公共交通会社（Dopravní podnik města Brna, a. s.、DPMB）によって運営されている。

## 歴史

### 馬車鉄道
ブルノ市内における最初の軌道交通は、1869年8月17日にブルノ旅客・貨物輸送会社（Brünner Tramway Gesellschaft für Personen und Frachtenverkehr）によって営業運転が開始された馬車鉄道であった。これは当時のオーストリア＝ハンガリー帝国においてウィーン、ブダペストに続く馬車鉄道網の開通事例であり、現在のチェコにおける最古の都市内の軌道交通でもあった。だが、当初こそ利用客は多かったが運賃の高さなどが起因となり経営は低迷し、1874年に廃止された。
一方、1876年には新たに設立されたブルノ軌道（Brünner Tramway-Unternehmung）により再度馬車鉄道が開通し、夏季限定で運行していたものの、こちらも業績が低迷した結果1880年に廃止されている。

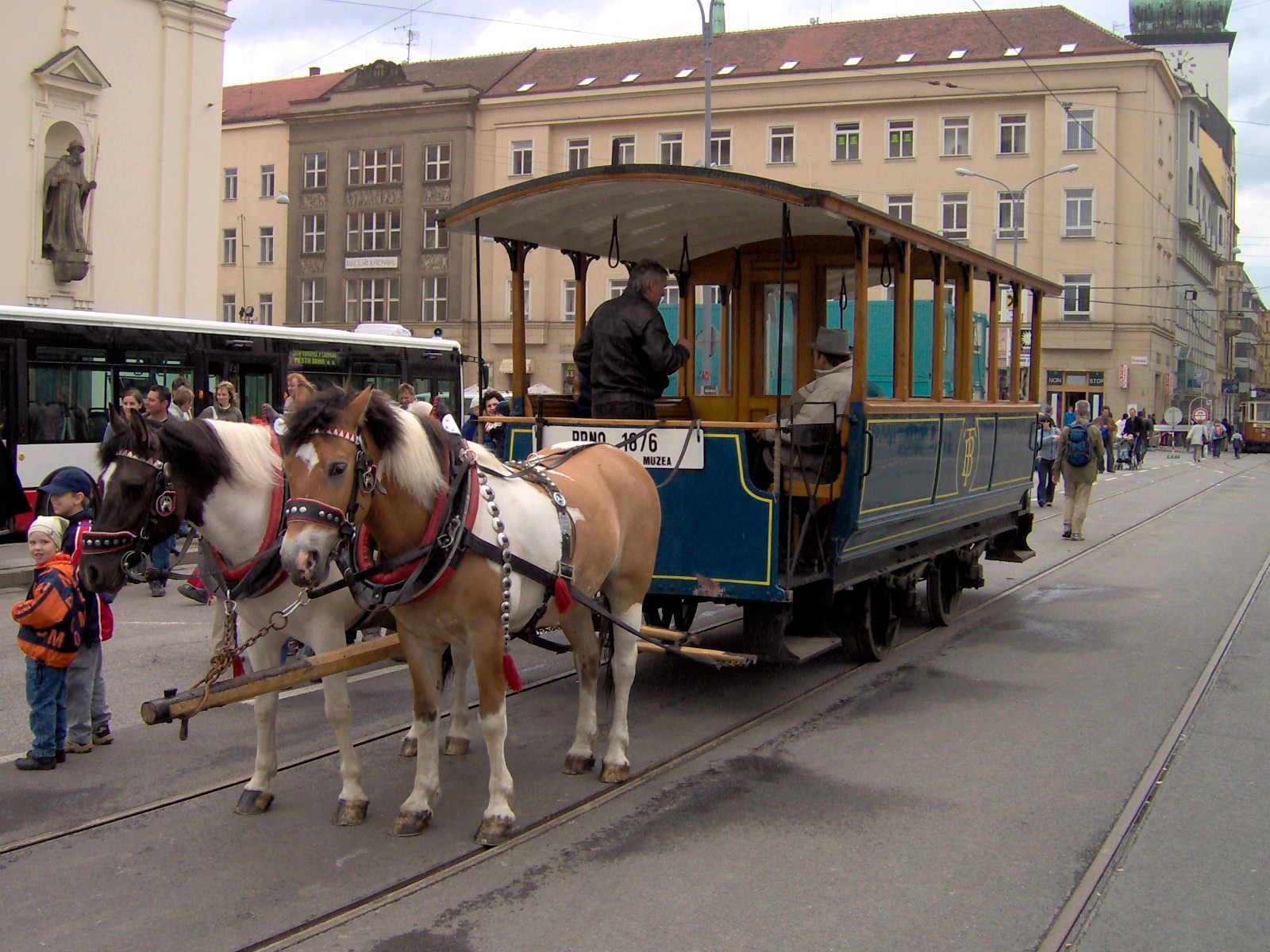
動態保存されている馬車鉄道（ブルノ軌道）の車両（2006年撮影）

### 蒸気鉄道
馬車鉄道廃止後、ブルノ市は新たな都市軌道交通の敷設を目的にオーストリアの実業家との間に契約を結び、1884年にスチームトラムを用いた新たな蒸気鉄道が開通した。同鉄道は旅客輸送に加えて貨物輸送も実施しており、開通当初はブルノ蒸気鉄道（Brünner Dampf-Tramway）、1886年以降はブルノ地方鉄道協会（Brünner Local Eisenbahn Gesellschaft、BLEG）という社名であった。
これらの路線に使用されていたスチームトラムについては次項で述べる電化後も残存し、貨物輸送に加えて多客時や電力供給遮断時などの緊急用として使用され、チェコスロバキア成立後、貨物駅の整備により貨物輸送が廃止された1926年2月まで使用された。最後まで使用された蒸気機関車「キャロライン（Caroline）」は2021年現在も動態保存されている。

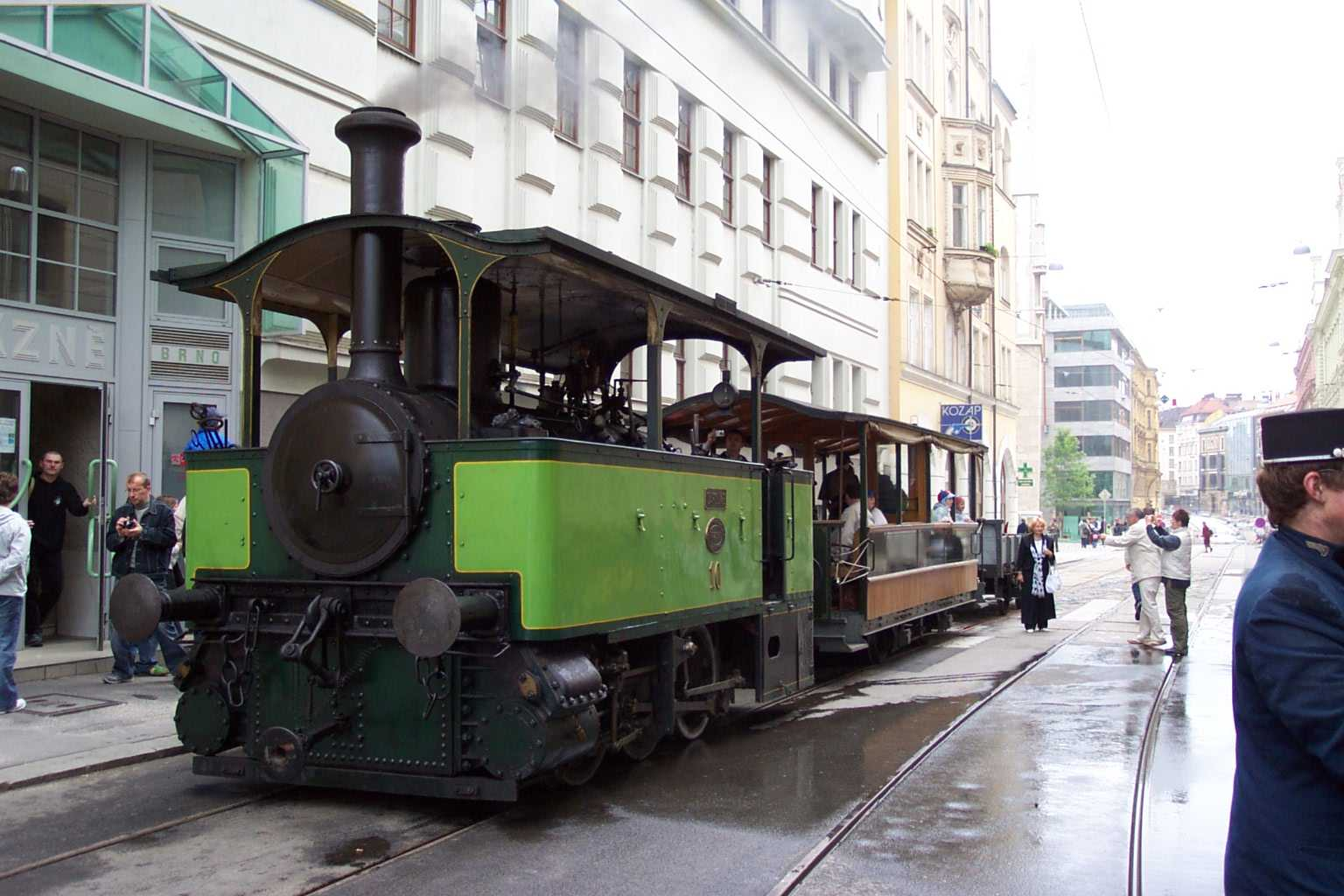
動態保存されている蒸気機関車「キャロライン」と客車・貨車（2006年撮影）

### 路面電車
1898年、ブルノ地方鉄道協会はウィーンに本社を置くオーストリア電力会社連合（Österreichische Union Elektrizitäts Gesellschaft, OeUEG）へと売却された。同社はブルノ市内に路線網を有していた蒸気鉄道の電化工事を進め、1900年6月21日から路面電車の営業運転が開始された。また、同年9月には同社やブルノ市等が出資したブルノ電気軌道（Gesellschaft der Brünner elektrischen Strassenbahnen）が設立され、運営が移管された。それ以降は路線網の拡張が続き、1910年までに現在まで続くブルノ市電の基本的な路線網が出来上がった。当時の路面電車の系統は色によって区別が行われていたが、1913年以降は番号による区別に変更されている。

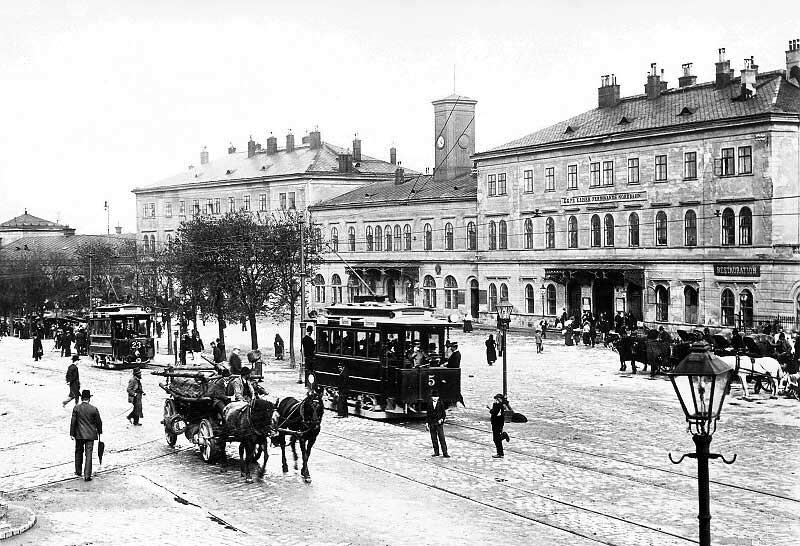
電化当初のブルノ市電（1900年代撮影）

第一次世界大戦中は利用客が急増した他、負傷した兵士を診療所へ輸送する役割も担う事になったものの、徴兵による人員不足や資材・予備不足が深刻な状況となり、大部分の路線が運休する事態に陥った。戦後、チェコスロバキアの路面電車となったブルノ市電は施設や車両の復旧を経て大規模な路線網の拡張が進められ、特に郊外へ向けての延伸が積極的に行われた。また、車両基地や変電所の増設といった施設の整備も実施された。

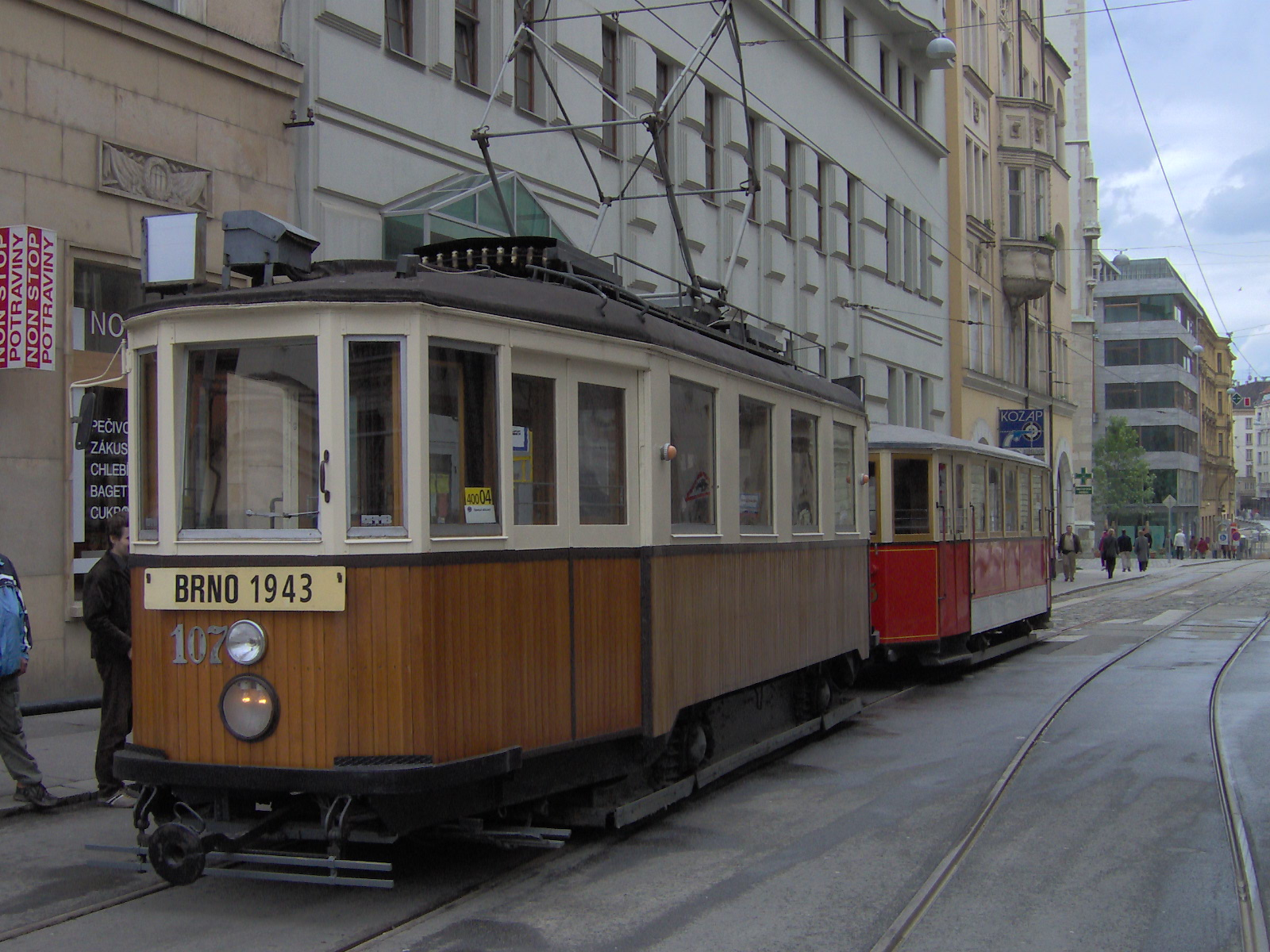
1920年代から第二次世界大戦後まで長期にわたって導入された2軸車（2006年撮影）

だが、第二次世界大戦の中で勃発した戦闘の中でブルノ市内は甚大な被害を受け、路面電車網についても全体の60 %が破壊される事態に陥った。その結果、終戦後の数ヶ月間は路線網の復旧に費やされたものの、1945年の終わりまでには全長74.6 km、10系統の路線網が完全に運行を再開している。
社会主義体制成立後、トロリーバスへの置き換えを含め幾つかの路線の廃止も実施されたが、一方で線路や施設の更新・近代化は積極的に行われていた。特に車両についてはそれまでの2軸車に代わり1958年以降より輸送力の高い高性能車両・タトラカーの導入が継続的に行われ、1967年からは連接車の導入が始まった。そして1970年代以降は郊外の宅地開発に合わせて専用軌道を用いた高速路線（快速トラム）が複数導入された他、同様の形態を用いた路線が1977年に近隣地域のモドジツェ方面に開通している。

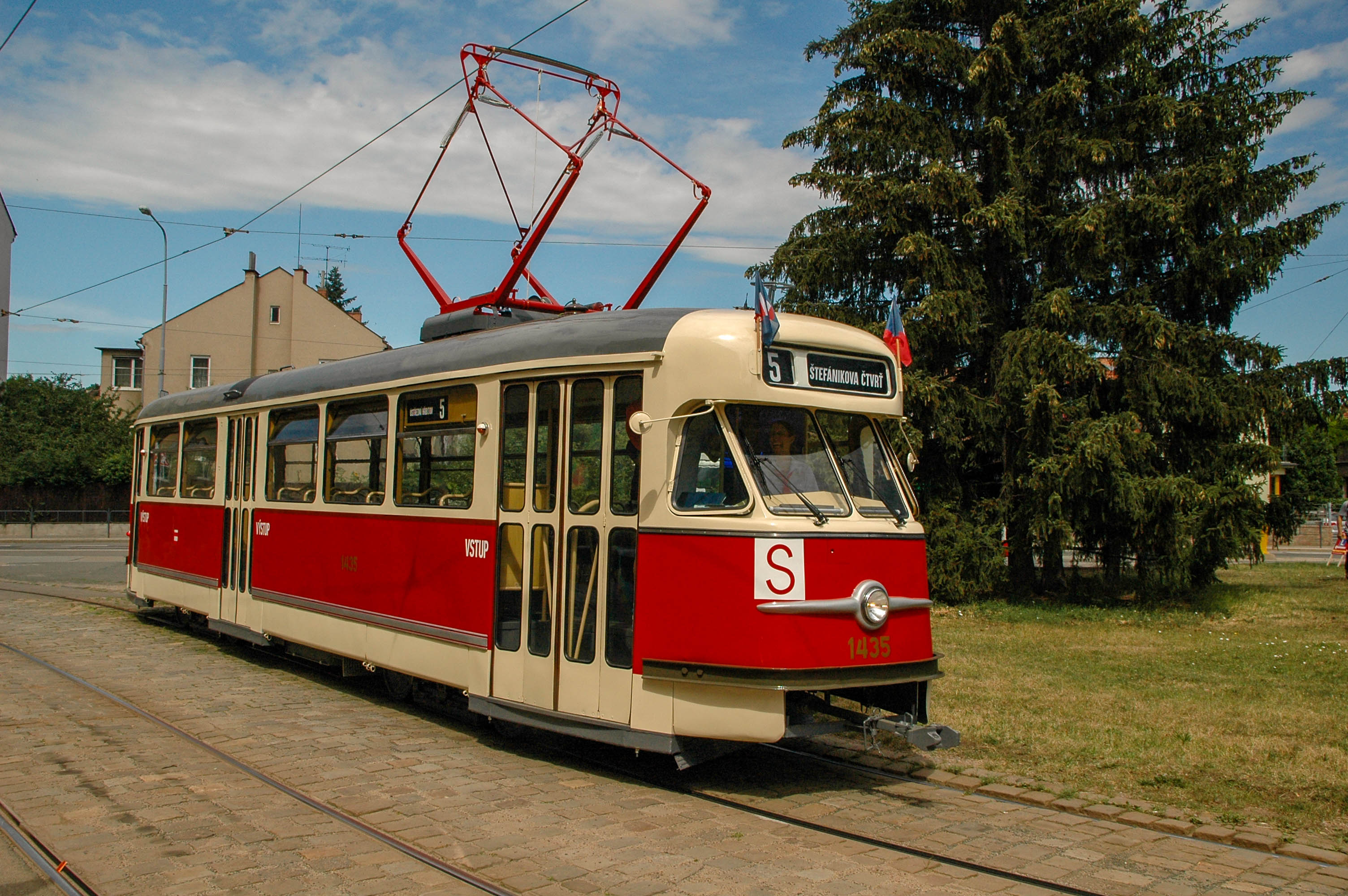
ブルノ市電初のタトラカー・タトラT2（2017年撮影）
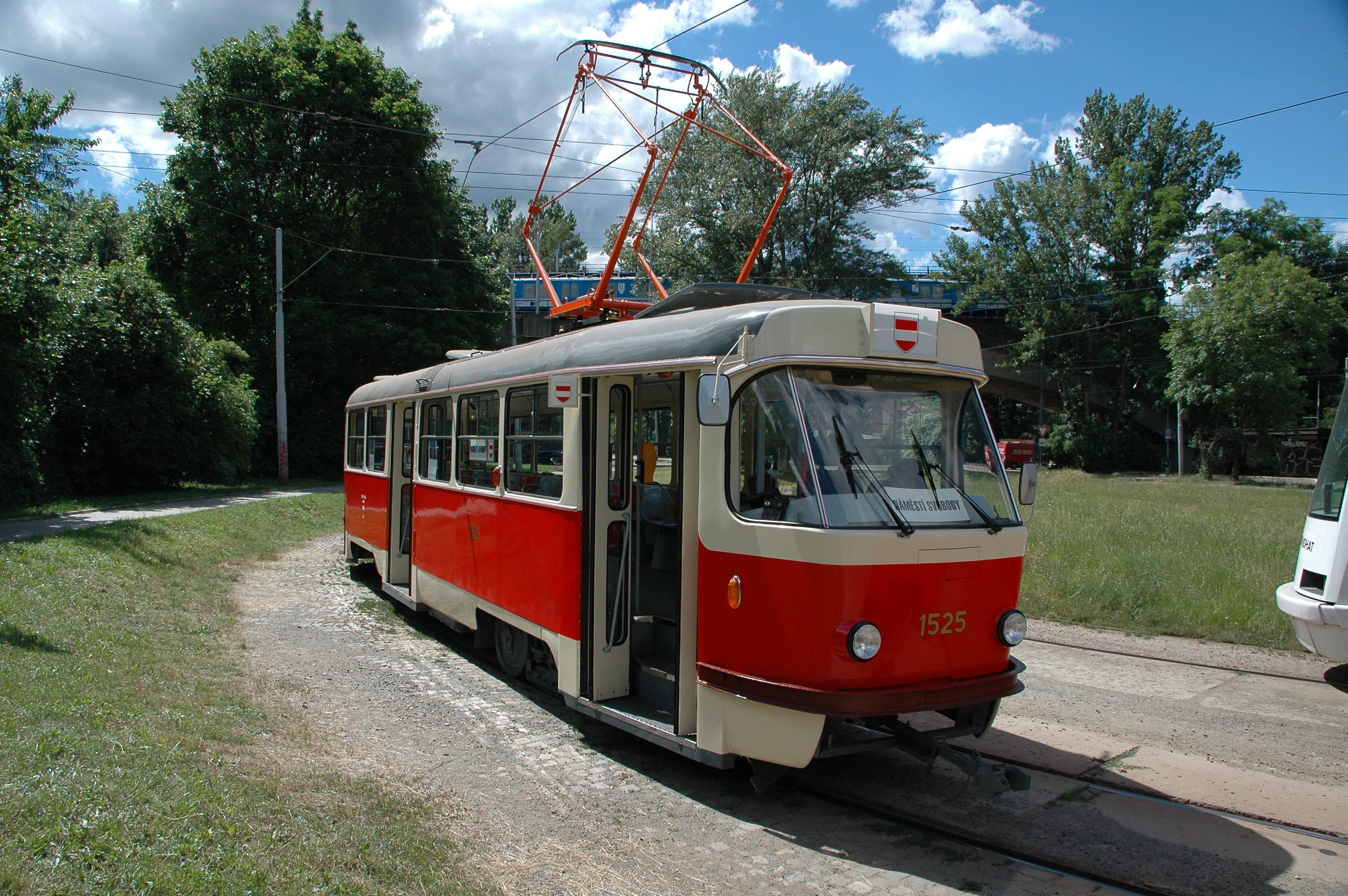
タトラT3は長期にわたって導入された（2016年撮影）
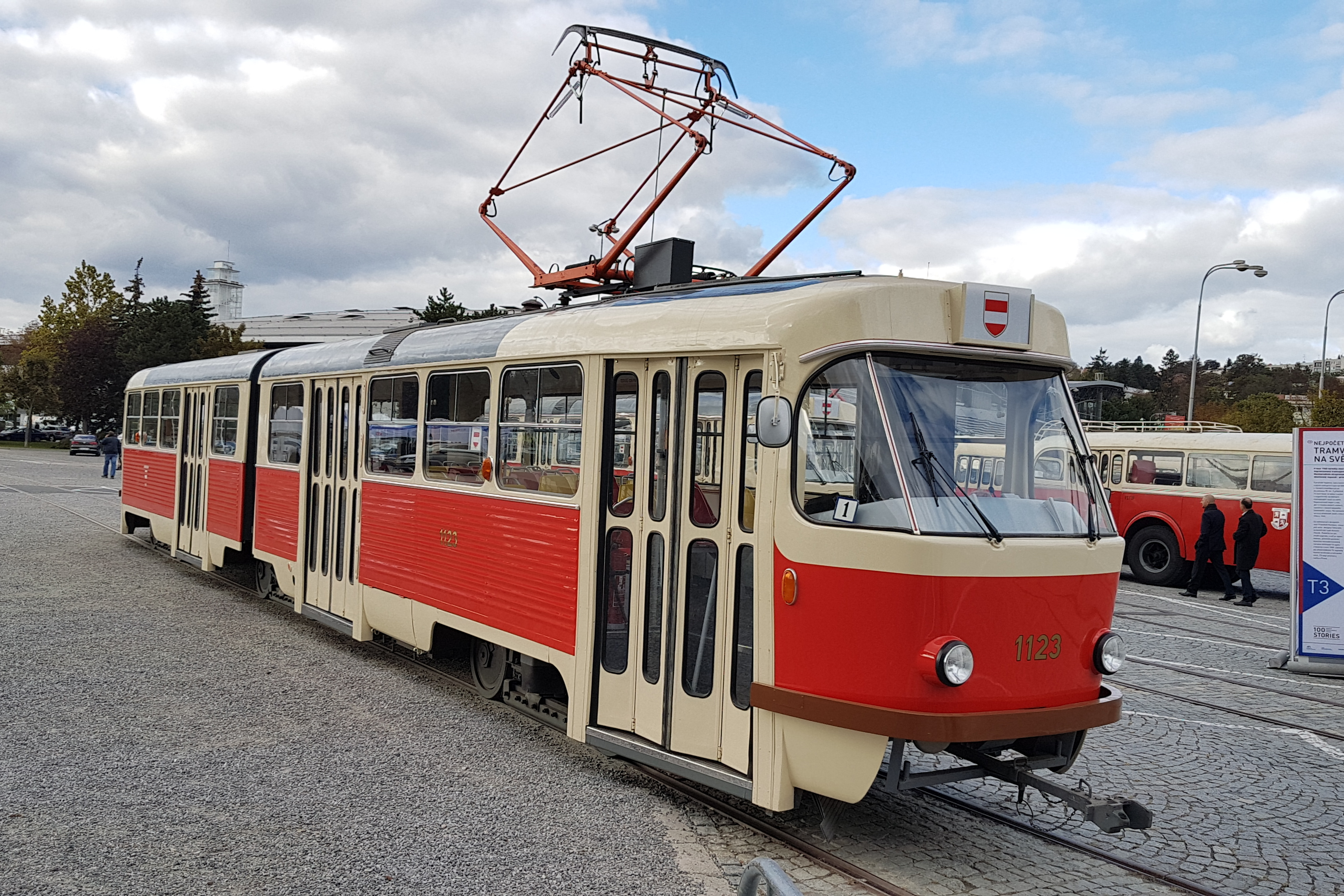
大量導入が実施された連接車・タトラK2（2018年撮影）
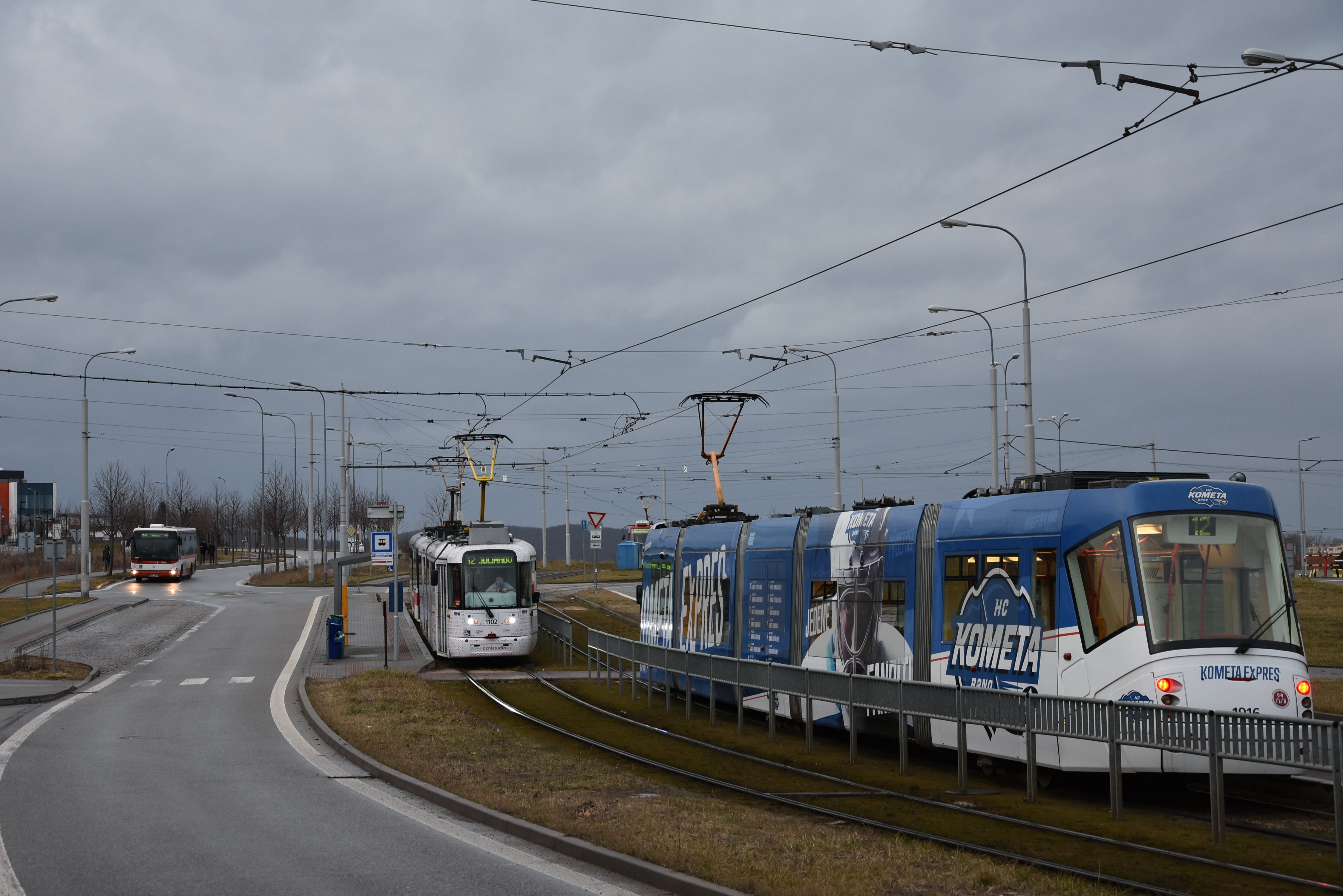
郊外の専用軌道（快速トラム）（2020年撮影）

ビロード革命による民主化、ビロード離婚によるチェコ共和国の成立後、ブルノ市電は他の公共交通機関と同様にモータリーゼーションの影響に晒されているものの、路線網の延伸、車両や施設の近代化、系統の再編などを経て、2021年現在も大規模な路線網を有している。

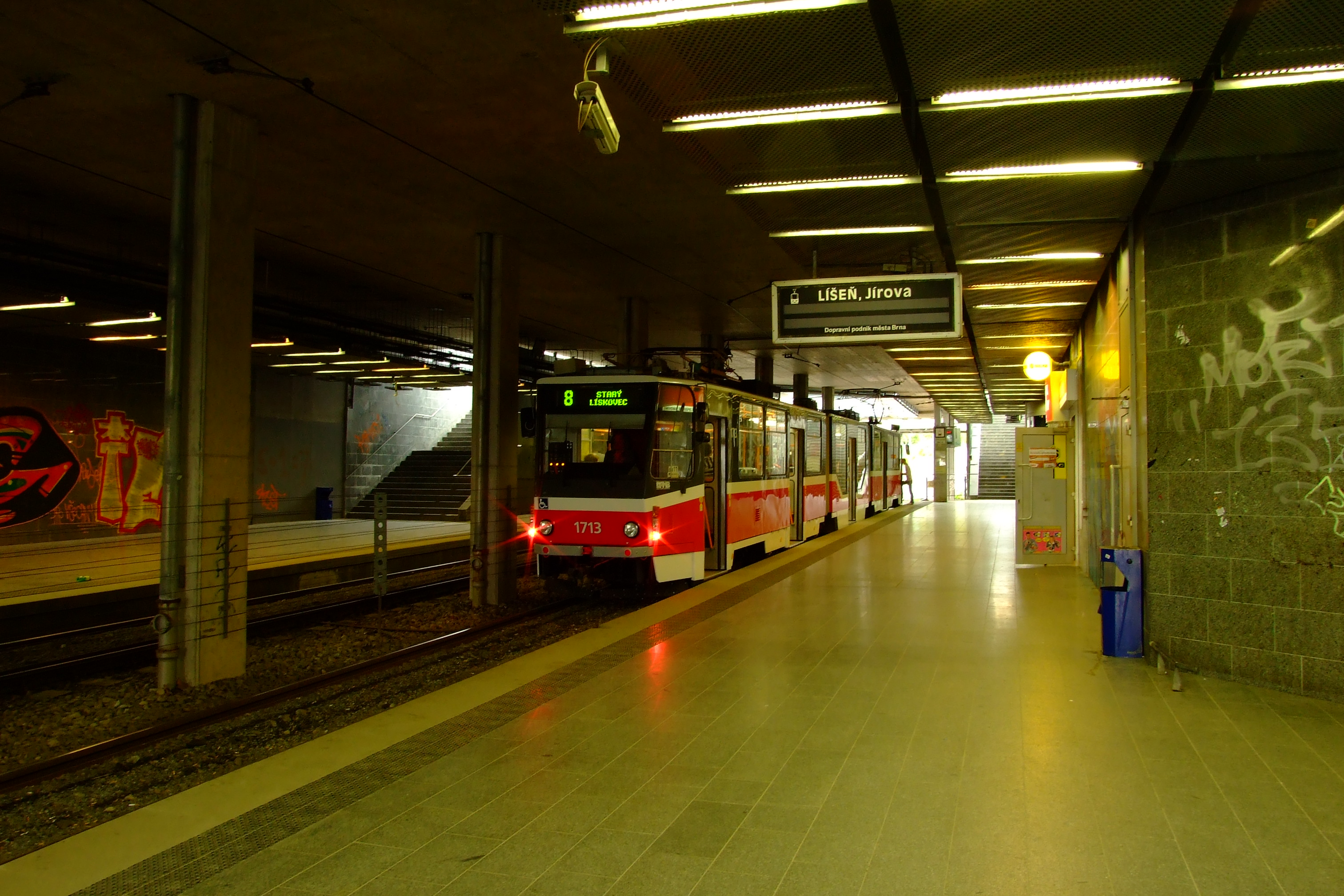
地下駅であるジロヴァ（Jírova）駅は1998年に開通した（2007年撮影）
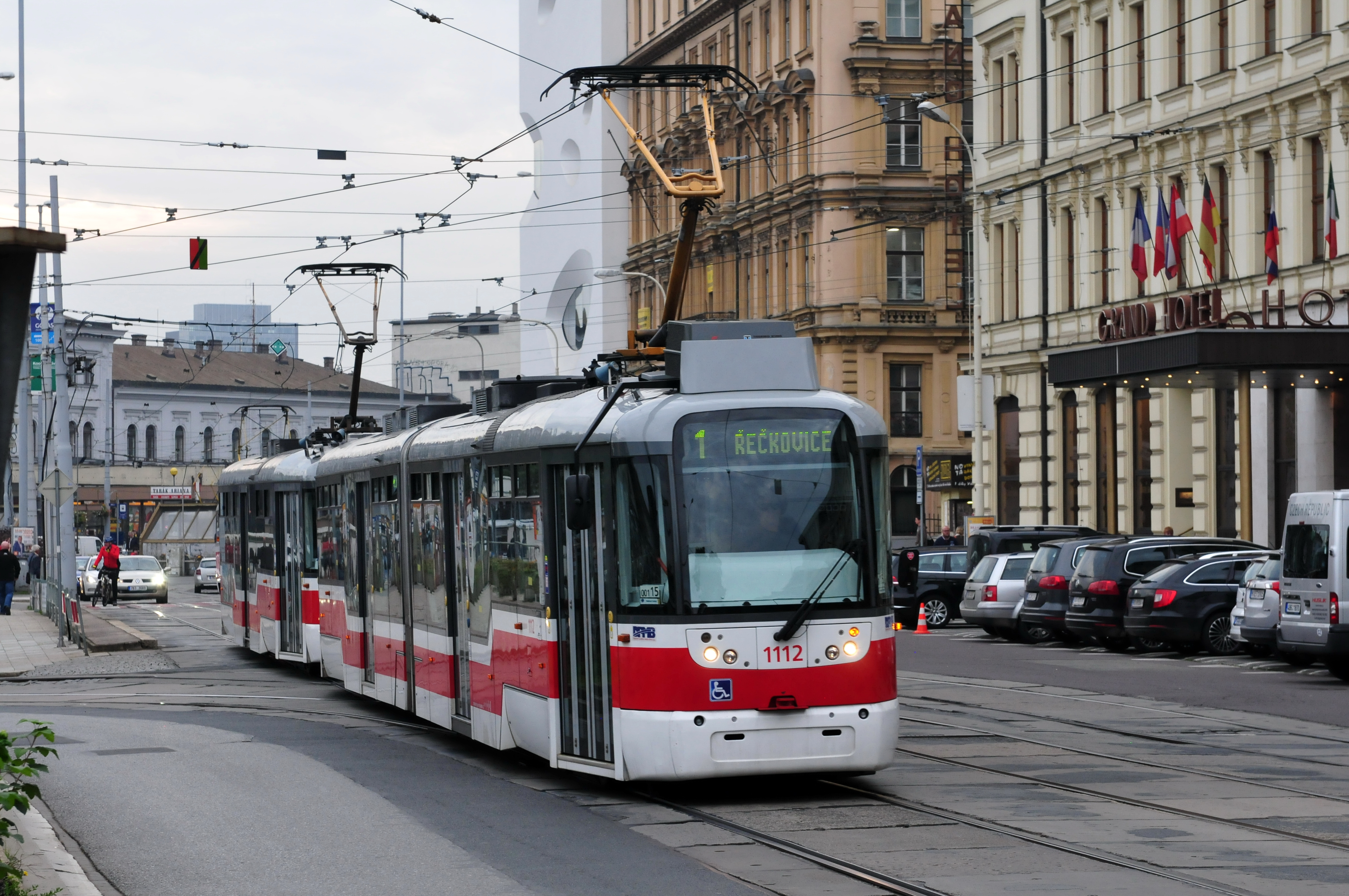
1990年代以降は超低床電車が多数導入されている（2014年撮影）
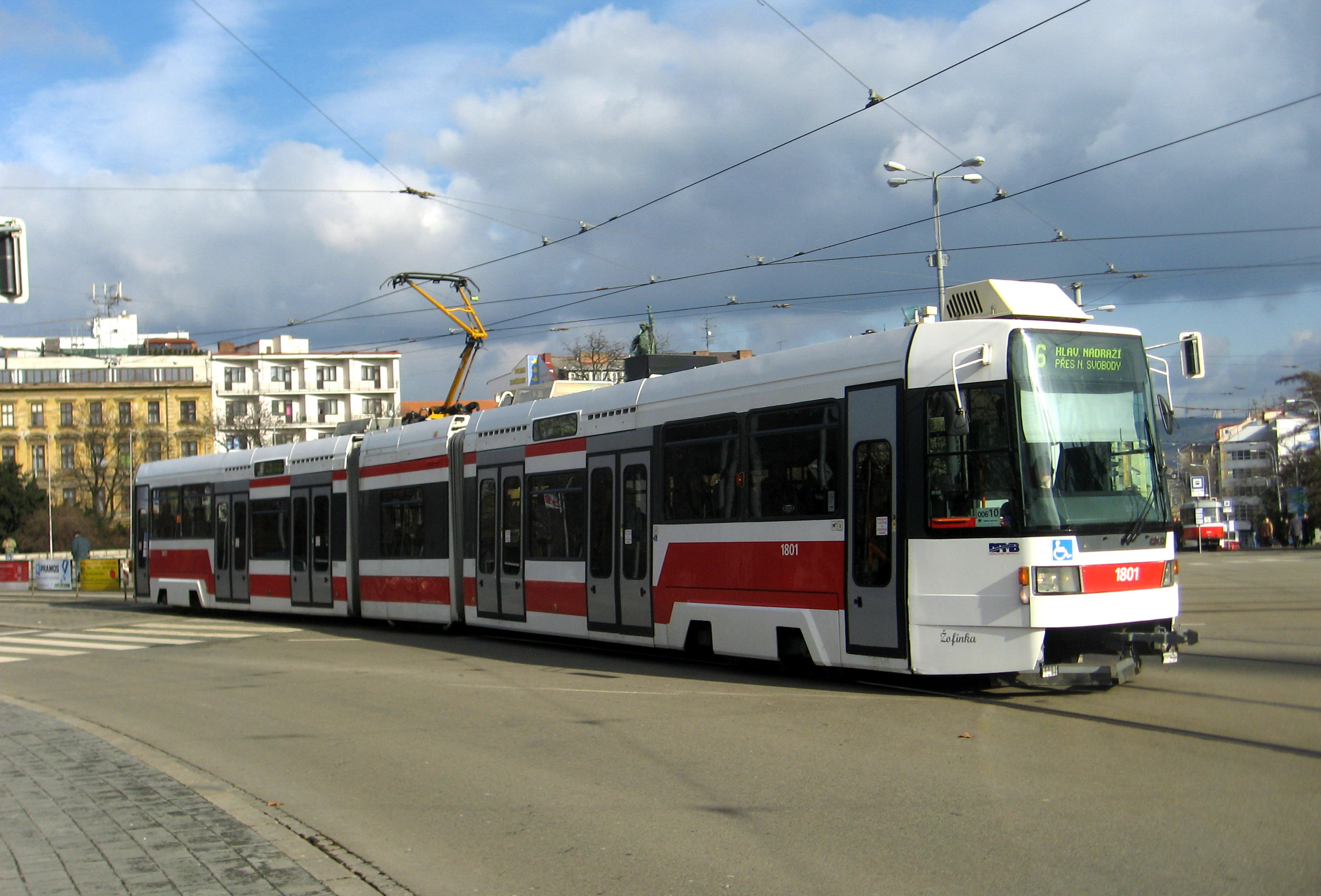
超低床電車のタトラRT6N1は故障の頻発により運用を離脱し他都市へ譲渡された（2009年撮影）

## 路線
2024年時点におけるブルノ市電の系統は以下の通り。同年1月以降2023年まで一部区間について市内の環状道路の工事の影響で運行経路が変更されている系統が存在しており、下記に記すのは運休に伴うダイヤ改正以降のものである。
| 系統番号 | 起点              | 主要経由停留所               | 終点                    | 備考                         |
| -------- | ----------------- | ---------------------------- | ----------------------- | ---------------------------- |
| 1        | Řečkovice         | Hlavní nádraží（ブルノ本駅） | Pisárky                 |                              |
| 2        | Stará osada       | Hlavní nádraží（ブルノ本駅） | Modřice, smyčka         |                              |
| 3        | Stará osada       |                              | Rakovecká               |                              |
| 4        | Babická           | Hlavní nádraží（ブルノ本駅） | Náměstí Míru            |                              |
| 5        | Štefánikova čtvrť |                              | Ústřední hřbitov-smyčka |                              |
| 6        | Vozovna Medlánky  |                              | Švermova                |                              |
| 7        | Čertova rokle     | Hlavní nádraží（ブルノ本駅） | Starý lískovec, smyčka  |                              |
| 8        | Mifkova           | Hlavní nádraží（ブルノ本駅） | Švermova                |                              |
| 9        | Štefánikova čtvrť | Hlavní nádraží（ブルノ本駅） | Štefánikova čtvrť       | ラケット式環状系統（右回り） |
| 10       | Stránská skála    | Hlavní nádraží（ブルノ本駅） | Ečerova                 |                              |
| 11       | Komín, smyčka     |                              | Bráfova                 | 一部電停は乗車のみ可能       |
| 12       | Juliánov          | Hlavní nádraží（ブルノ本駅） | Technologický park      |                              |

## 運賃制度
時間制運賃である。電停にある券売機で乗車券を購入する。乗車券を購入した場合には、一日乗車券であっても打刻が必要。

## 車両
2021年現在、ブルノ市電に在籍する営業用車両は以下の通り。ボギー車から連接車まで多数の形式が在籍しているが、1990年代以降は超低床電車の導入が継続して行われており、チェコスロバキアに導入されたタトラカーの置き換えが進んでいる。また、下記の車両以外にもブルノ市電には動態保存車両が多数在籍している。
| 形式                     | 形式                     | 車種        | 両数 | 備考                                                                                         |
| ------------------------ | ------------------------ | ----------- | ---- | -------------------------------------------------------------------------------------------- |
| タトラT3                 | タトラT3G                | ボギー車    | 30両 |                                                                                              |
| タトラT3                 | タトラT3P                | ボギー車    | 14両 | 機器更新車                                                                                   |
| タトラT3                 | タトラT3R.PV             | ボギー車    | 10両 | 車体・機器更新車                                                                             |
| タトラT3                 | タトラT3R.EV             | ボギー車    | 4両  | 車体・機器更新車                                                                             |
| タトラT3R                | タトラT3R                | ボギー車    | 11両 |                                                                                              |
| タトラT3RF               | タトラT3RF               | ボギー車    | 2両  |                                                                                              |
| タトラK2                 | タトラK2YU               | 2車体連接車 | 2両  |                                                                                              |
| タトラK2                 | タトラK2R                | 2車体連接車 | 1両  | 機器更新車                                                                                   |
| タトラK2                 | タトラK2R.03             | 2車体連接車 | 1両  | 機器更新車                                                                                   |
| タトラK2                 | タトラK2R.03-P           | 2車体連接車 | 3両  | 機器更新車                                                                                   |
| タトラK2                 | タトラK2R-RT             | 2車体連接車 | 1両  | 機器更新車 供食設備が存在する団体・臨時用車両 "シャリナ・パブ(Šalina pub)"という愛称を有する |
| タトラK2                 | タトラK2T                | 2車体連接車 | 4両  | 機器更新車                                                                                   |
| タトラK2                 | タトラK2P                | 2車体連接車 | 14両 | 機器更新車                                                                                   |
| タトラK2                 | タトラK3R-N              | 3車体連接車 | 4両  | 機器更新・3車体連接化改造車 部分超低床電車                                                   |
| タトラKT8D5              | タトラKT8D5N             | 3車体連接車 | 7両  | 部分超低床電車                                                                               |
| タトラKT8D5              | タトラKT8D5R.N2          | 3車体連接車 | 31両 | 機器更新車 部分超低床電車                                                                    |
| タトラT6A5               | タトラT6A5               | ボギー車    | 48両 | プラハ市電からの譲渡車両を含む                                                               |
| シュコダ03T "アニトラ"   | シュコダ03T "アニトラ"   | 3車体連接車 | 17両 | 部分超低床電車 プルゼニ市電からの譲渡による増備計画あり                                      |
| シュコダ13T "エレクトラ" | シュコダ13T "エレクトラ" | 5車体連接車 | 17両 | 部分超低床電車                                                                               |
| VV60LF                   | VV60LF                   | ボギー車    | 1両  | 付随車 部分超低床電車 運用離脱中                                                             |
| ヴァリオLFR.E            | ヴァリオLFR.E            | ボギー車    | 32両 | 部分超低床電車 タトラT3の機器を流用                                                          |
| ヴァリオLF2R.E           | ヴァリオLF2R.E           | 2車体連接車 | 32両 | 部分超低床電車 タトラK2の機器を流用                                                          |
| EVO2                     | EVO2                     | 2車体連接車 | 14両 | 超低床電車                                                                                   |

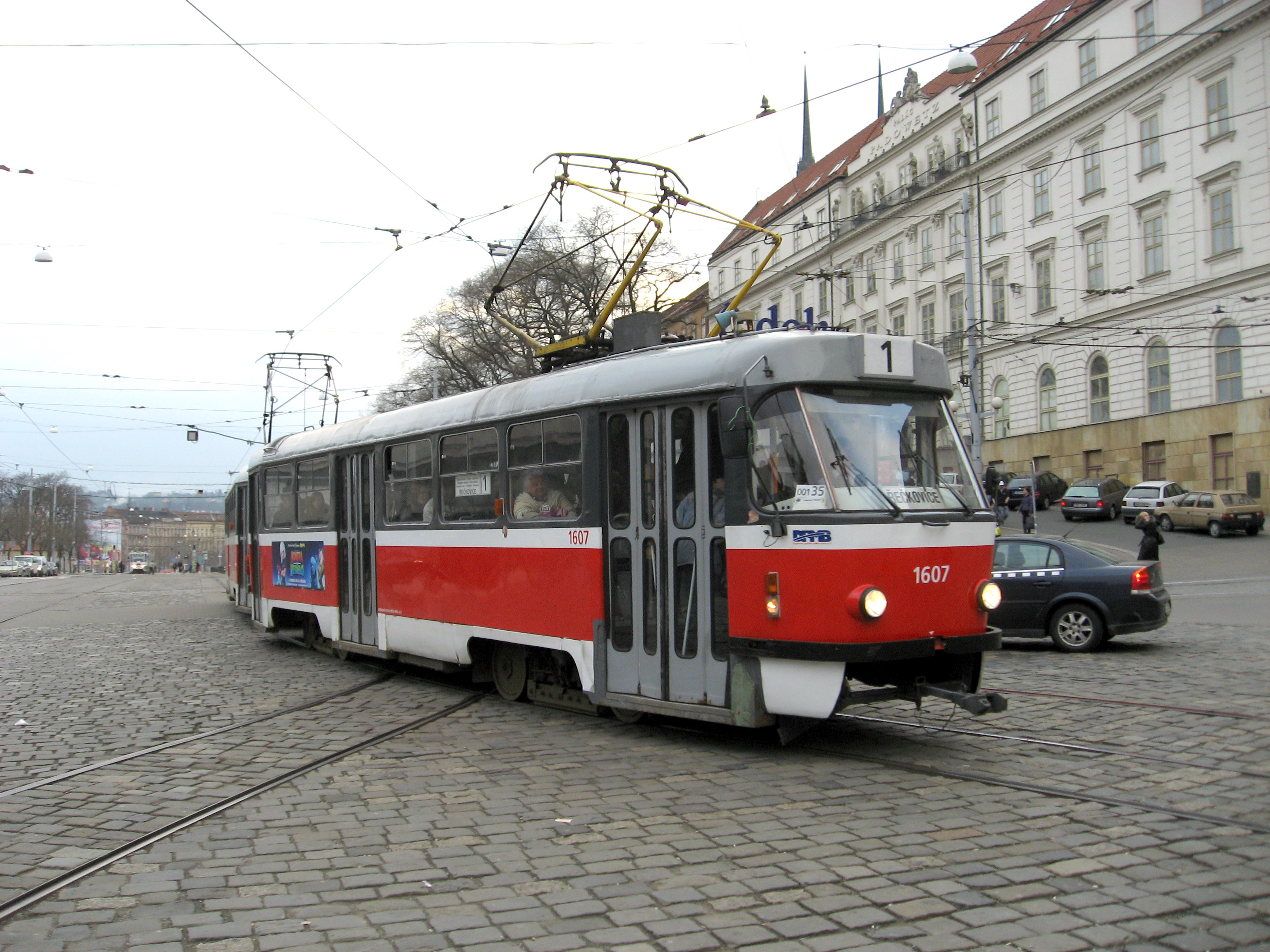
タトラT3G（2009年撮影）
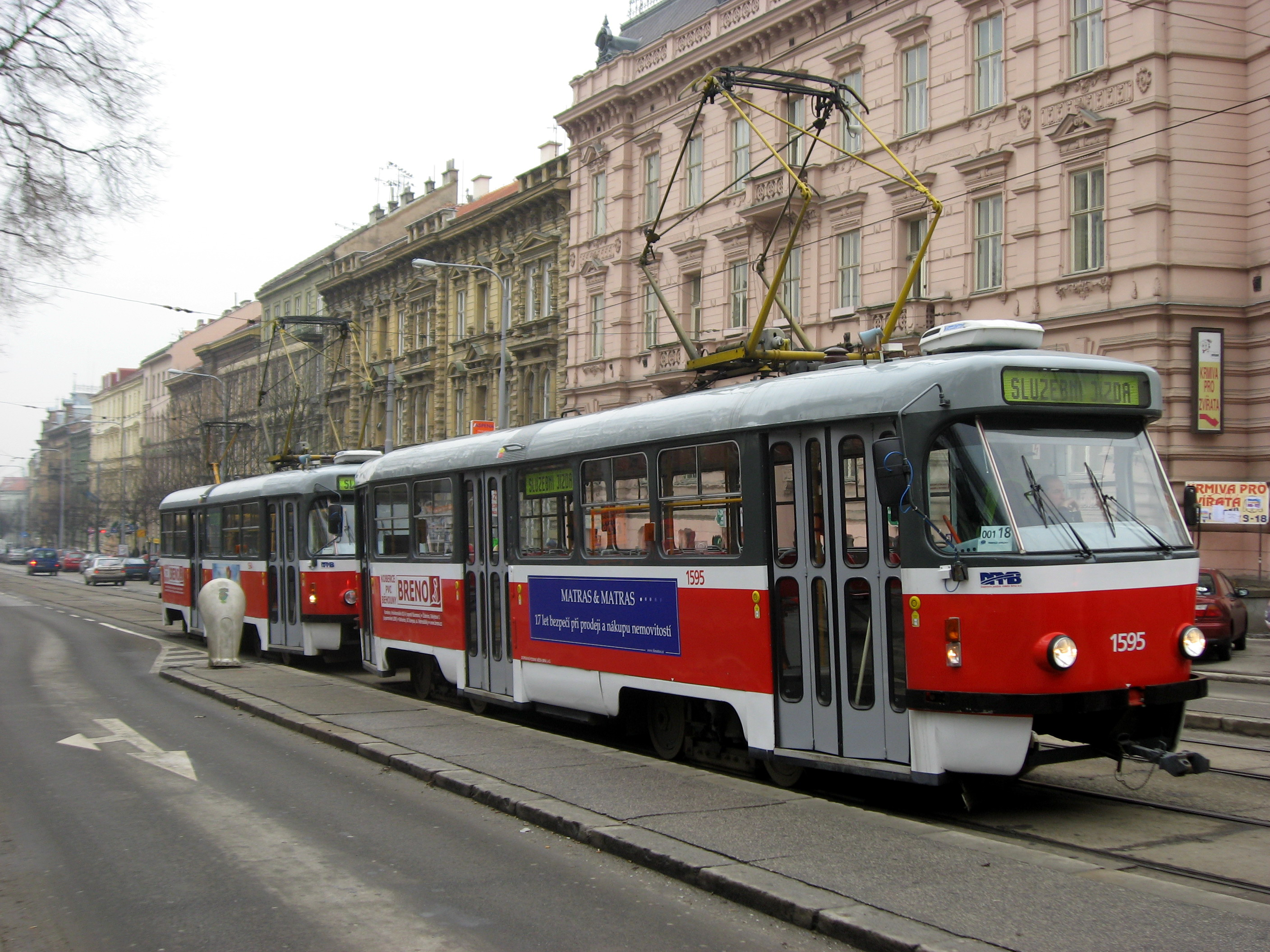
タトラT3R.P（2009年撮影）
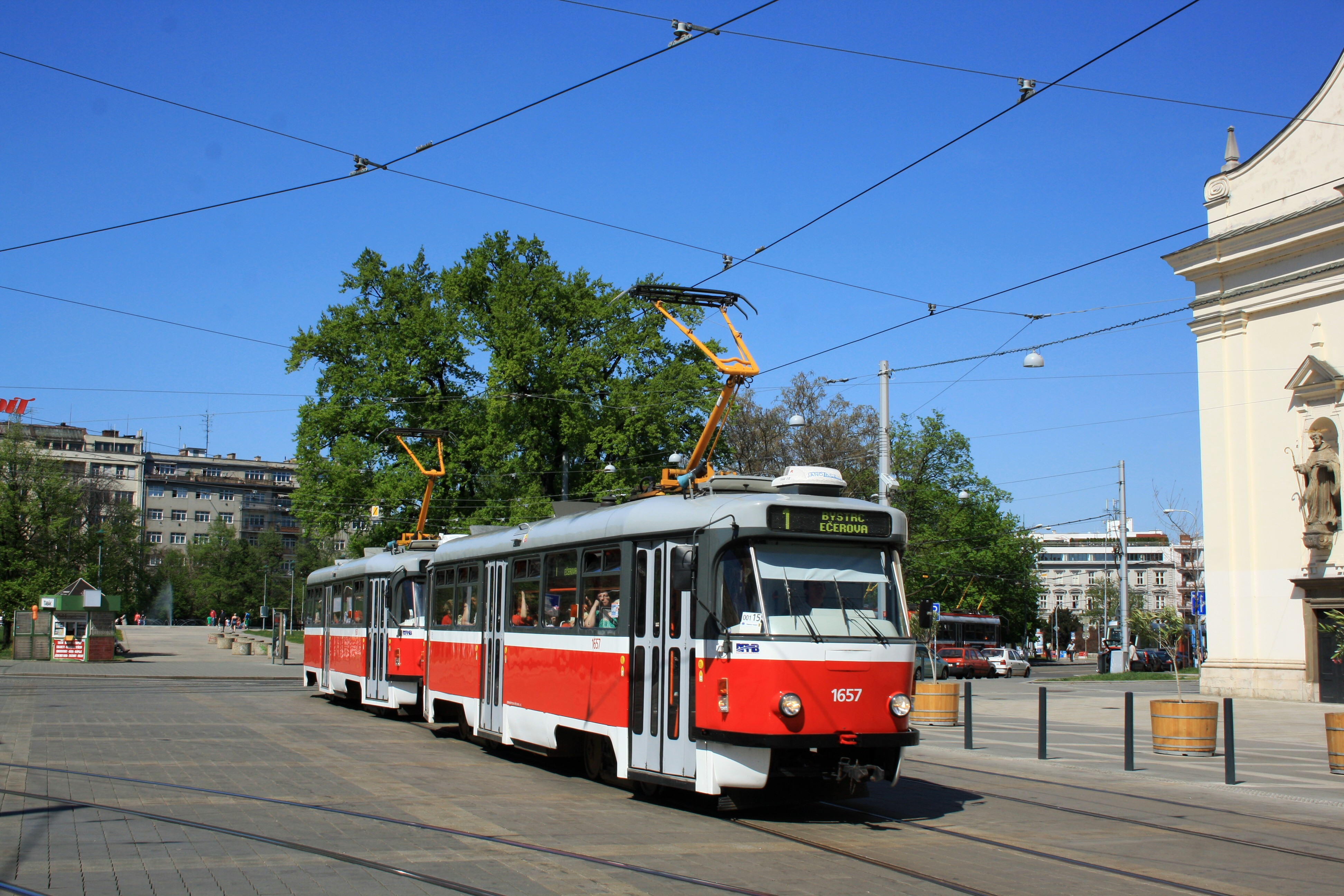
タトラT3R.PV（2012年撮影）
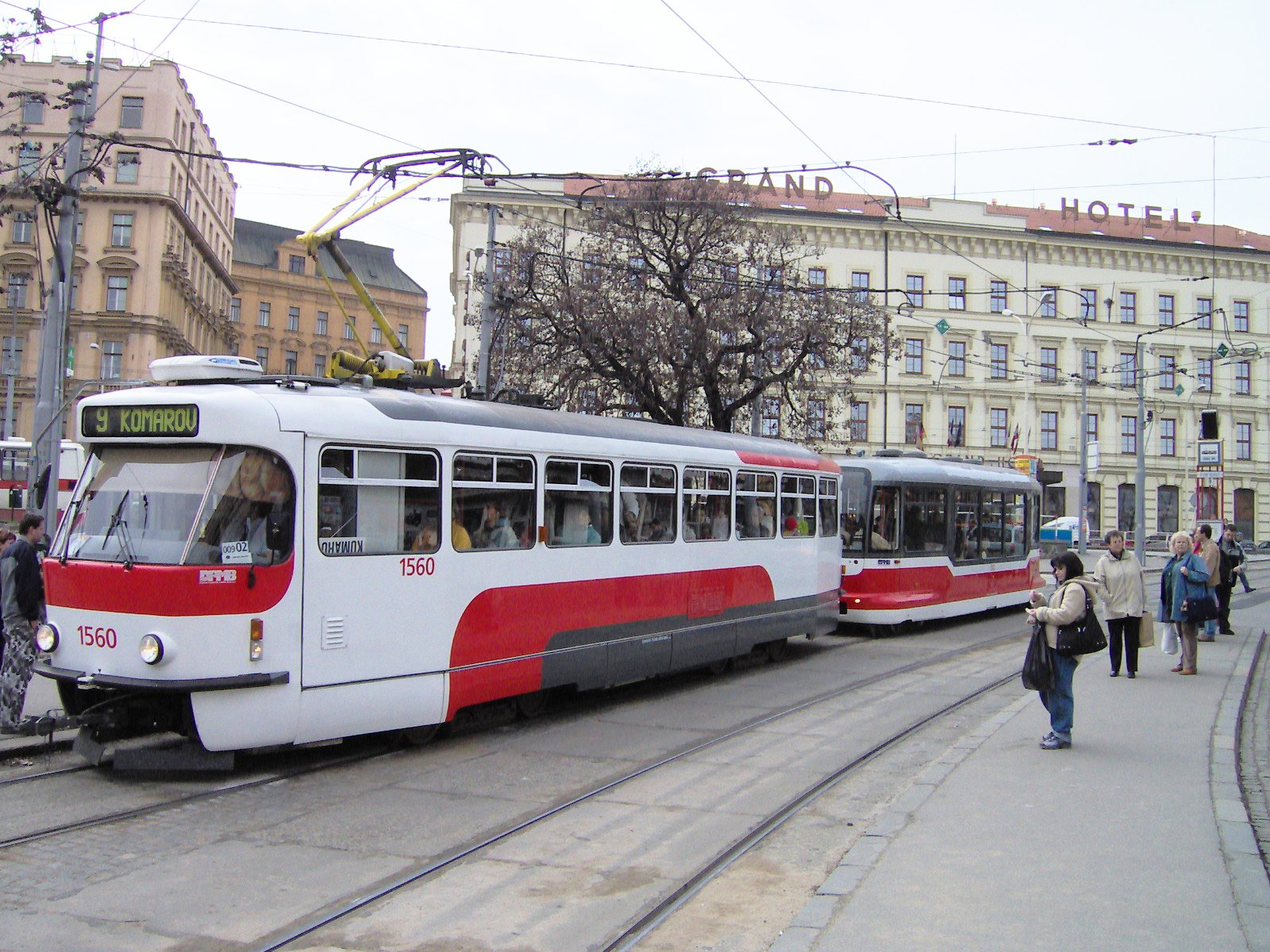
タトラT3R.EV（左）（2006年撮影）
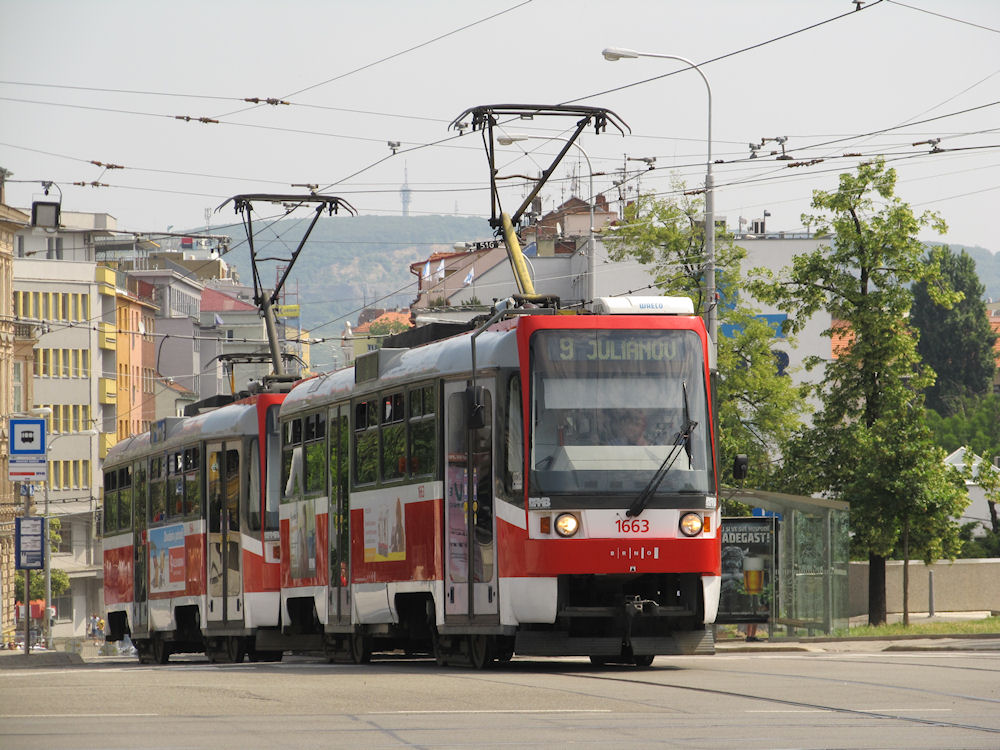
タトラT3R（2018年撮影）
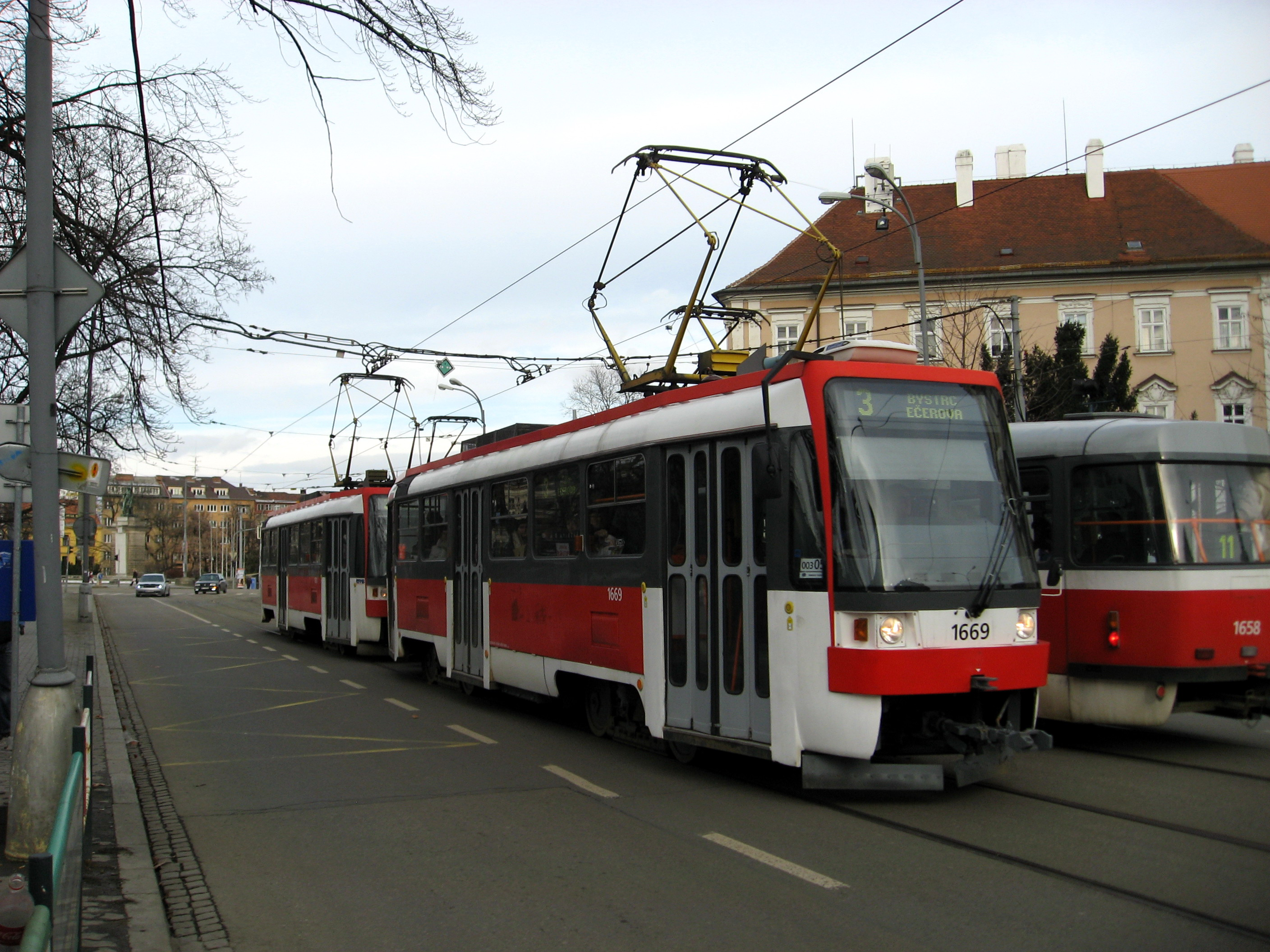
タトラT3RF（2009年撮影）
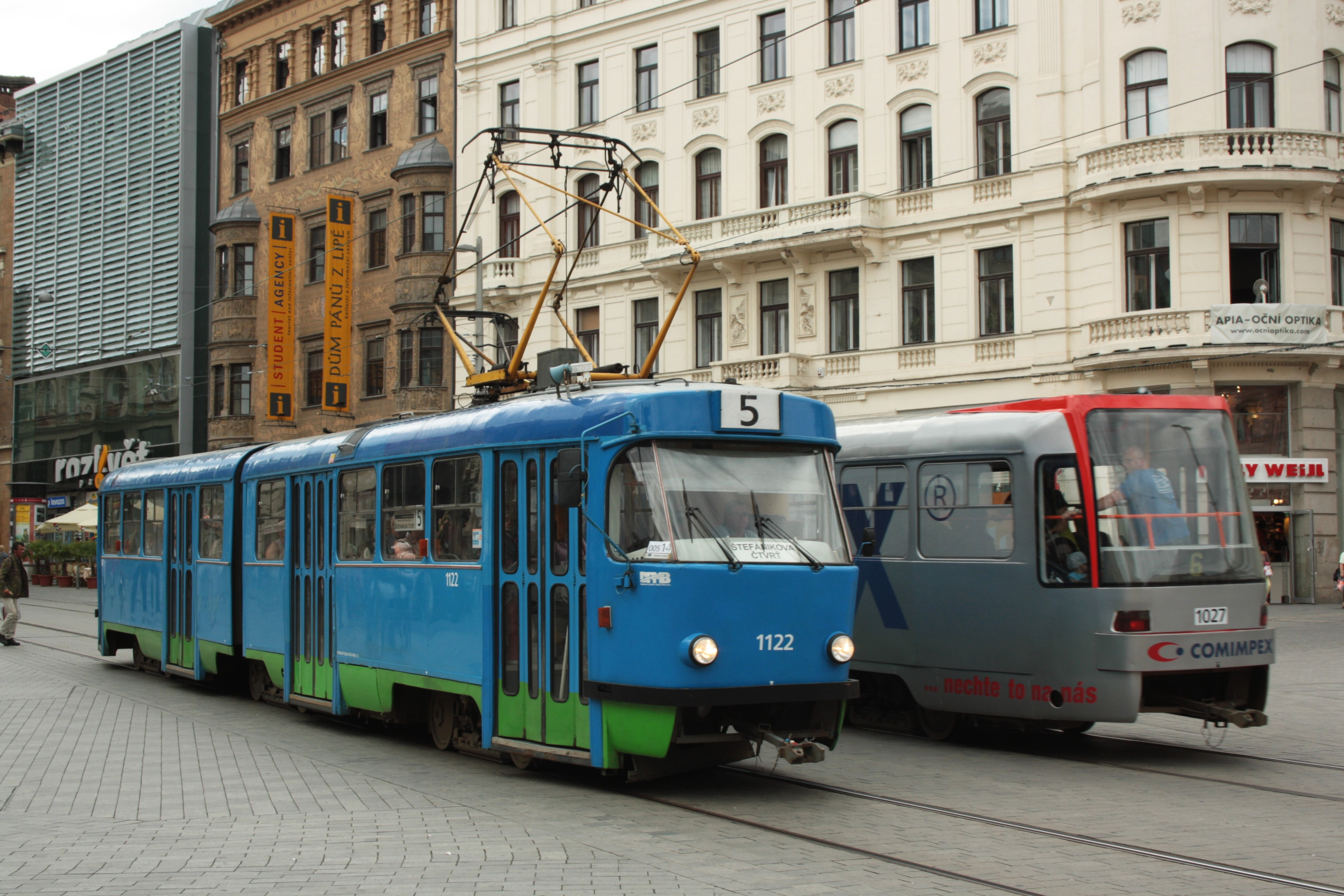
タトラK2YU（左）（2012年撮影）
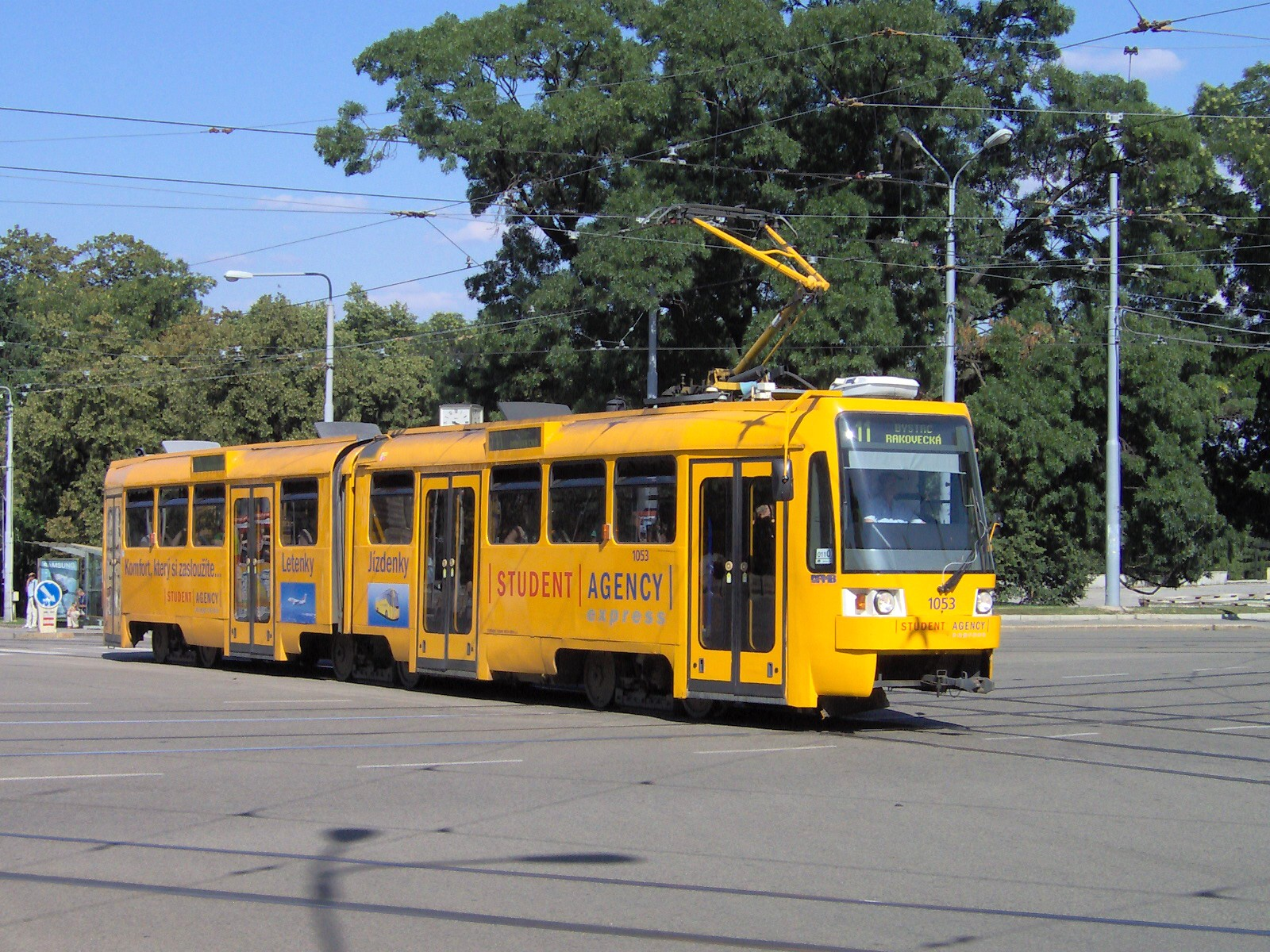
タトラK2R（2008年撮影）
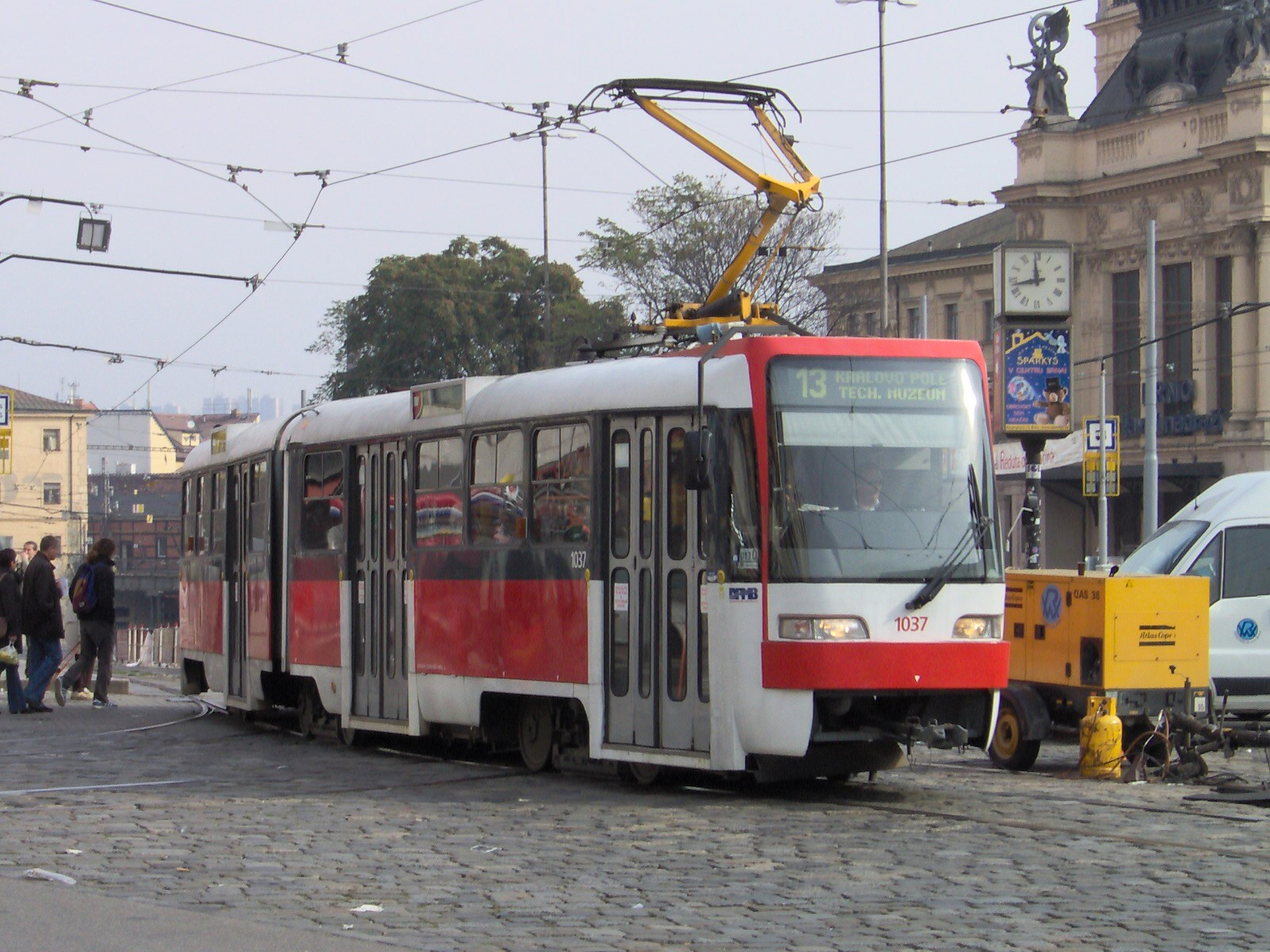
タトラK2R.03（2005年撮影）
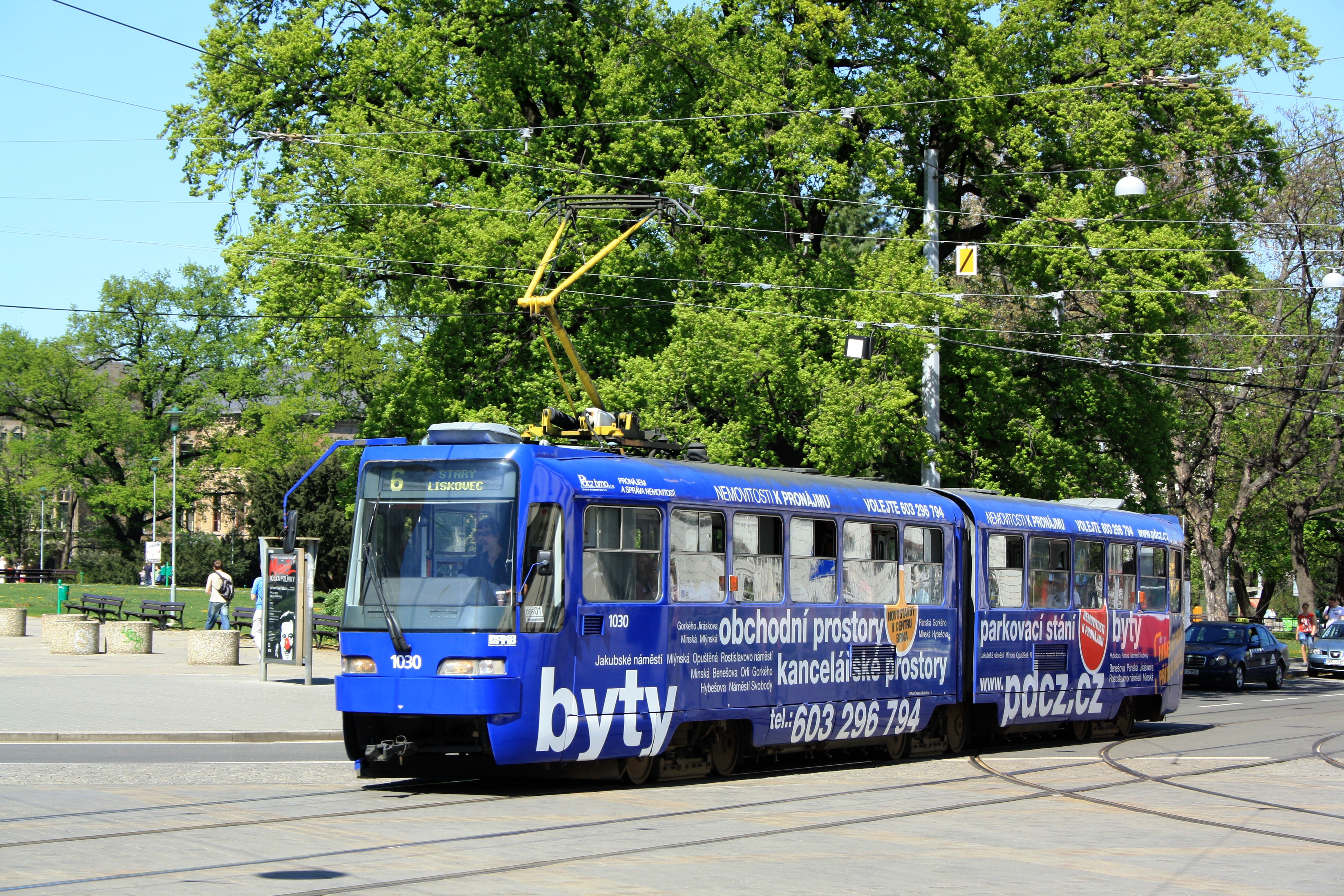
タトラK2R.03-P（2012年撮影）
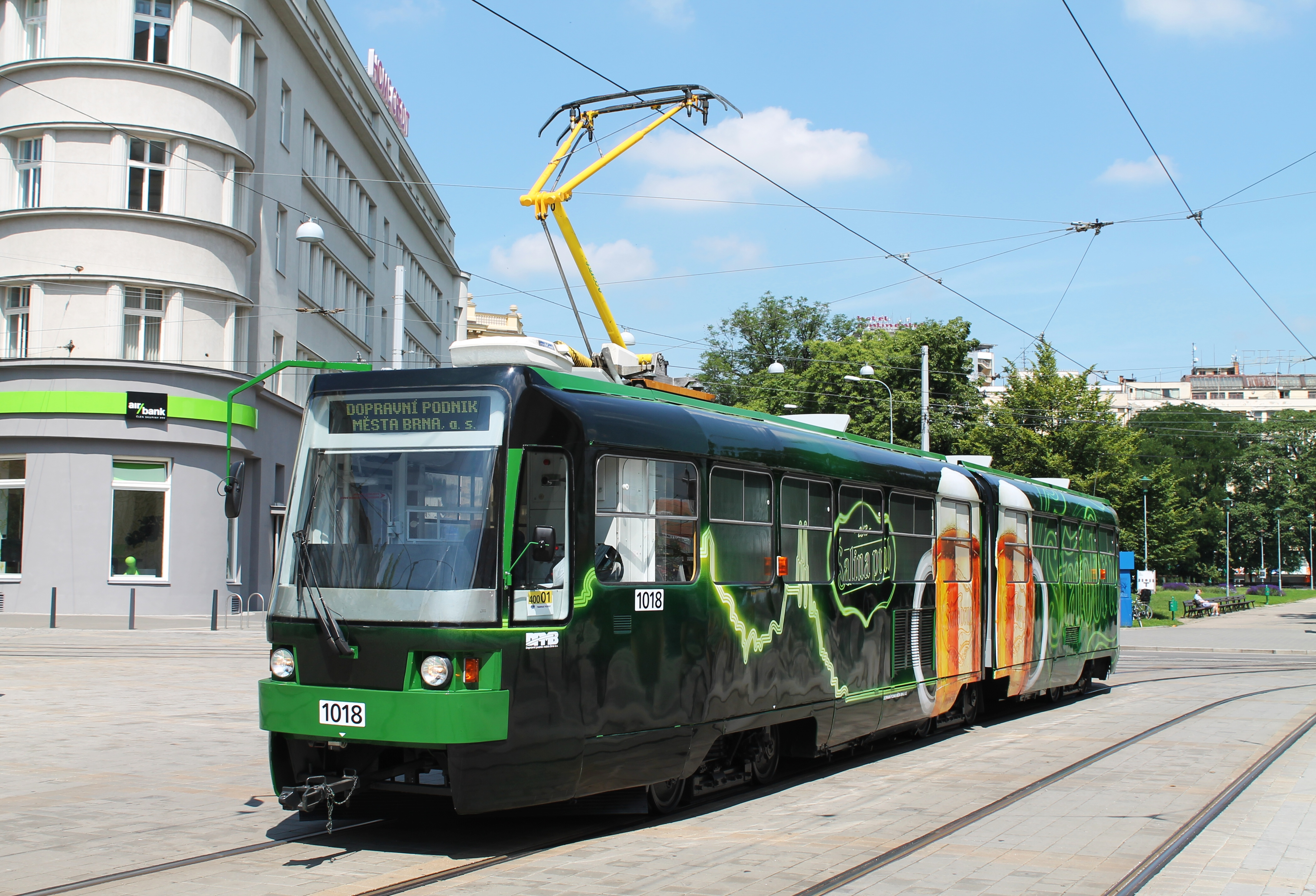
タトラK2R-RT（2013年撮影）
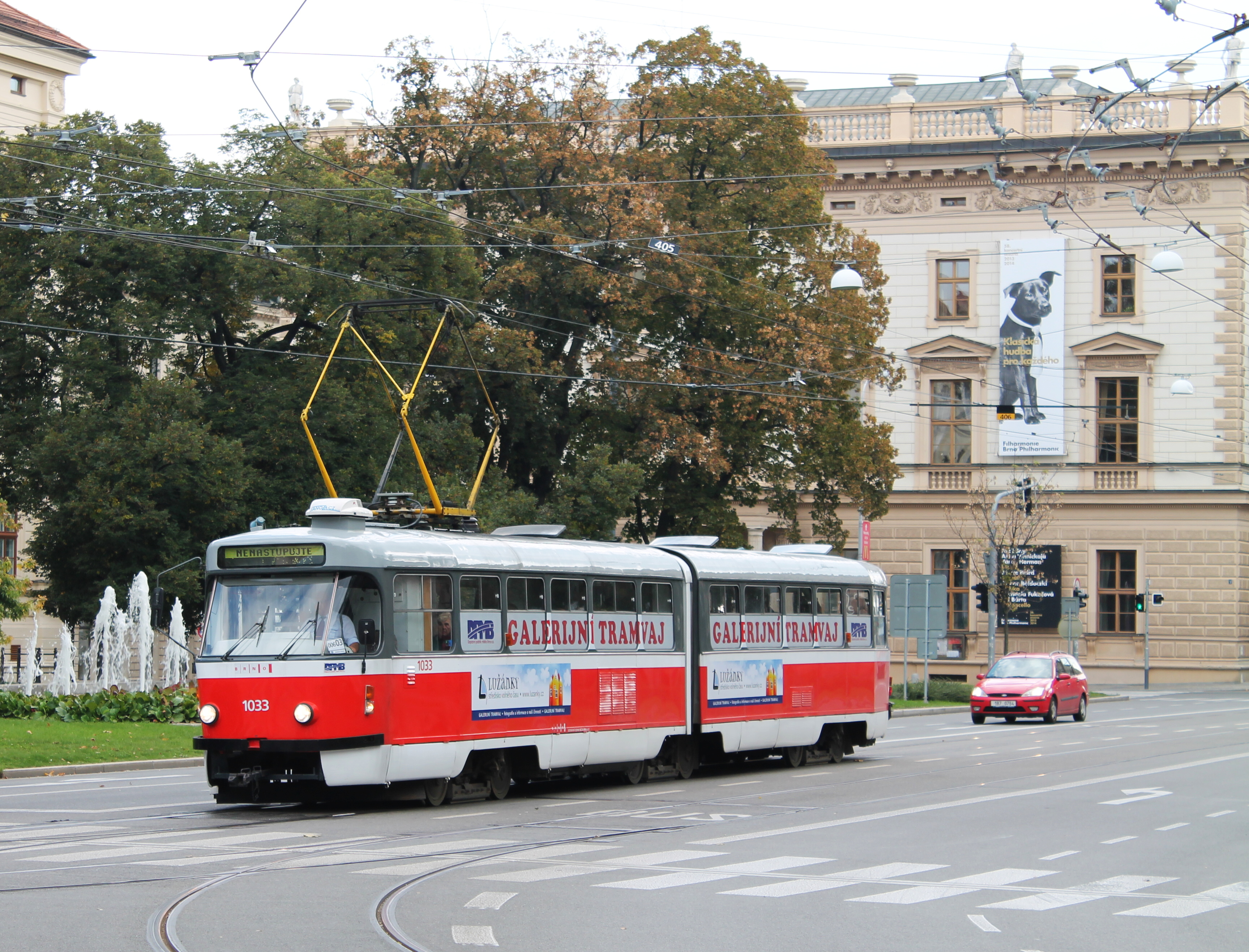
タトラK2T（2013年撮影）
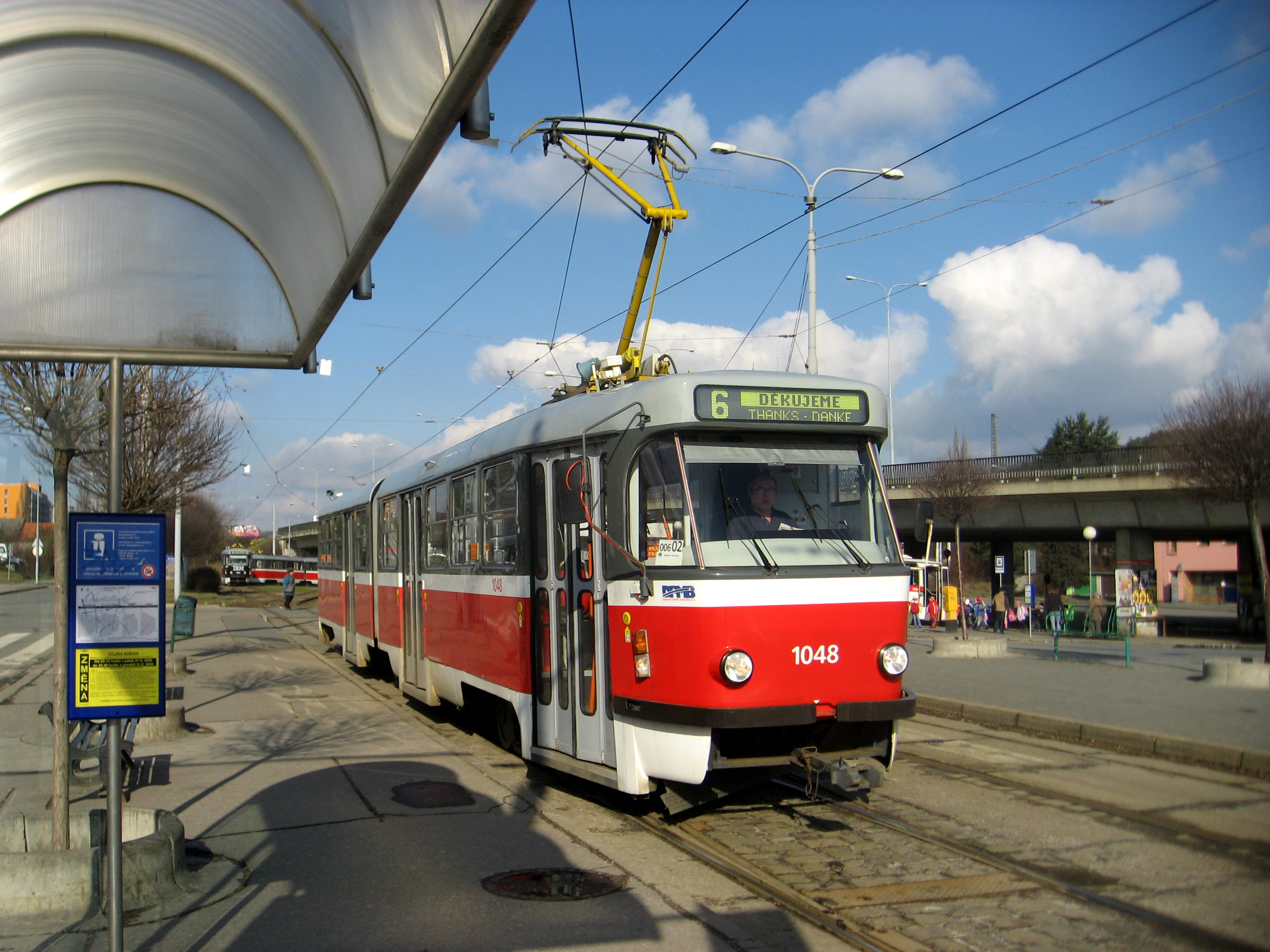
タトラK2P（2009年撮影）
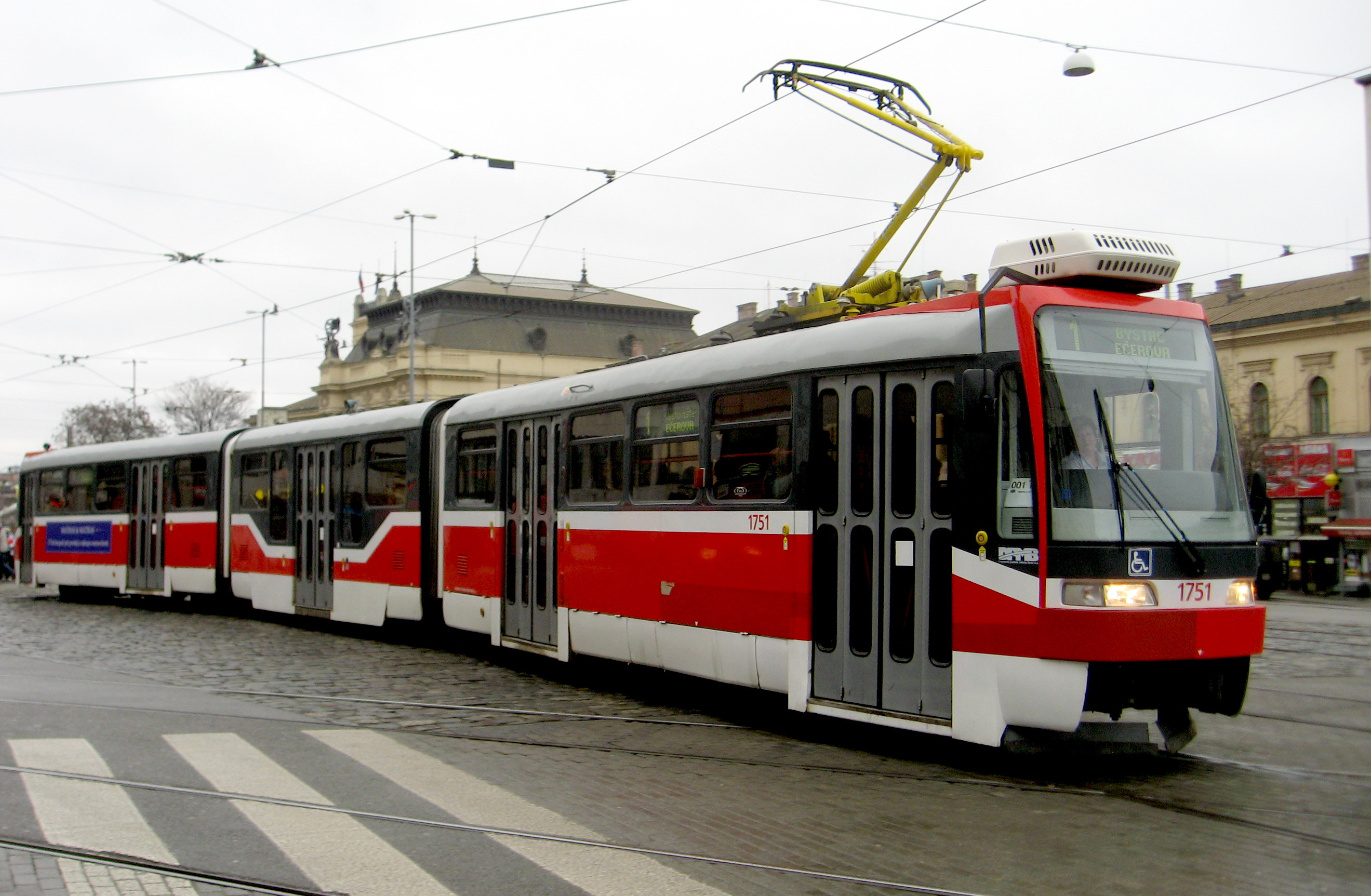
タトラK3R-N（2009年撮影）
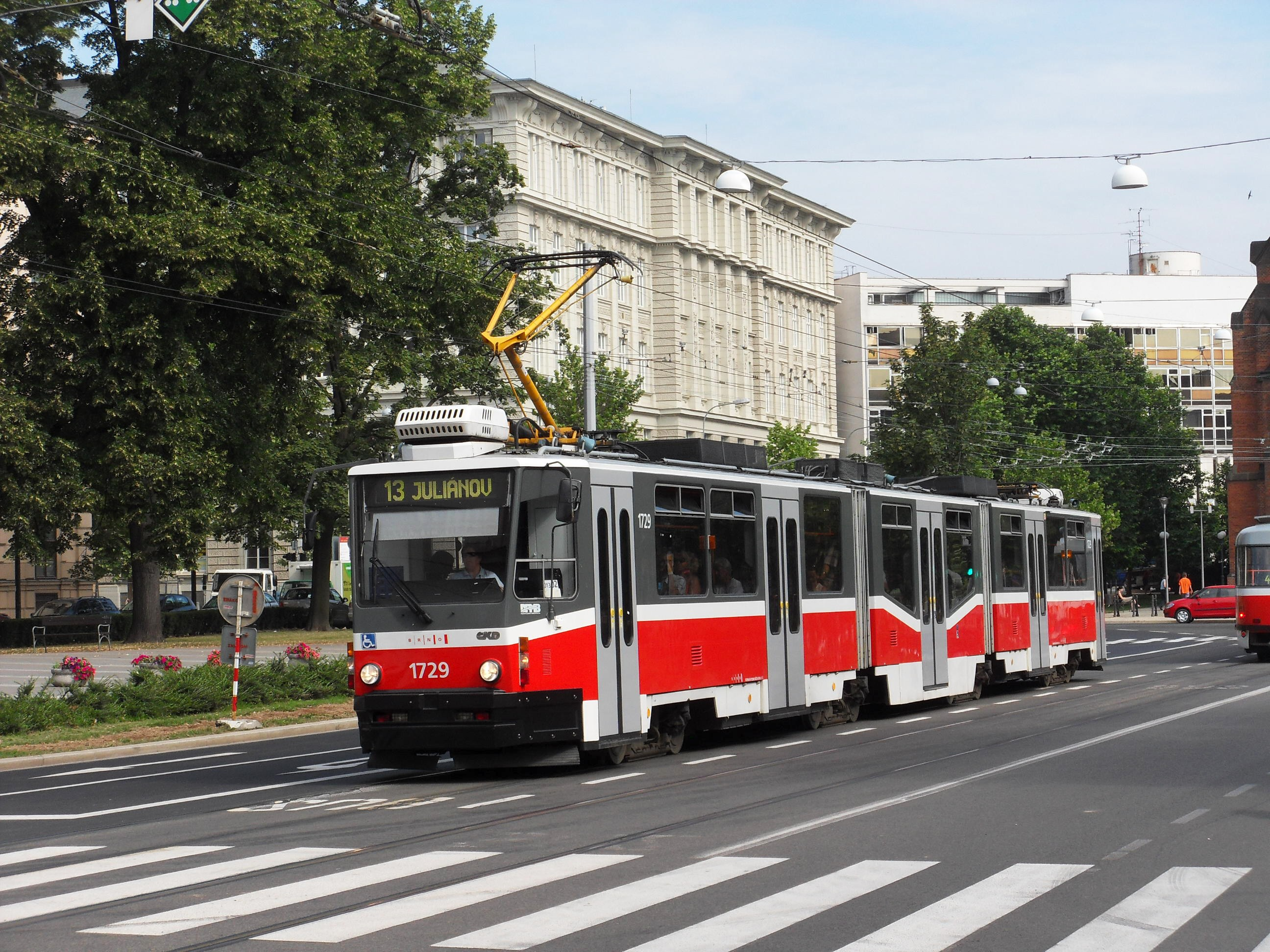
タトラKT8D5N（2011年撮影）
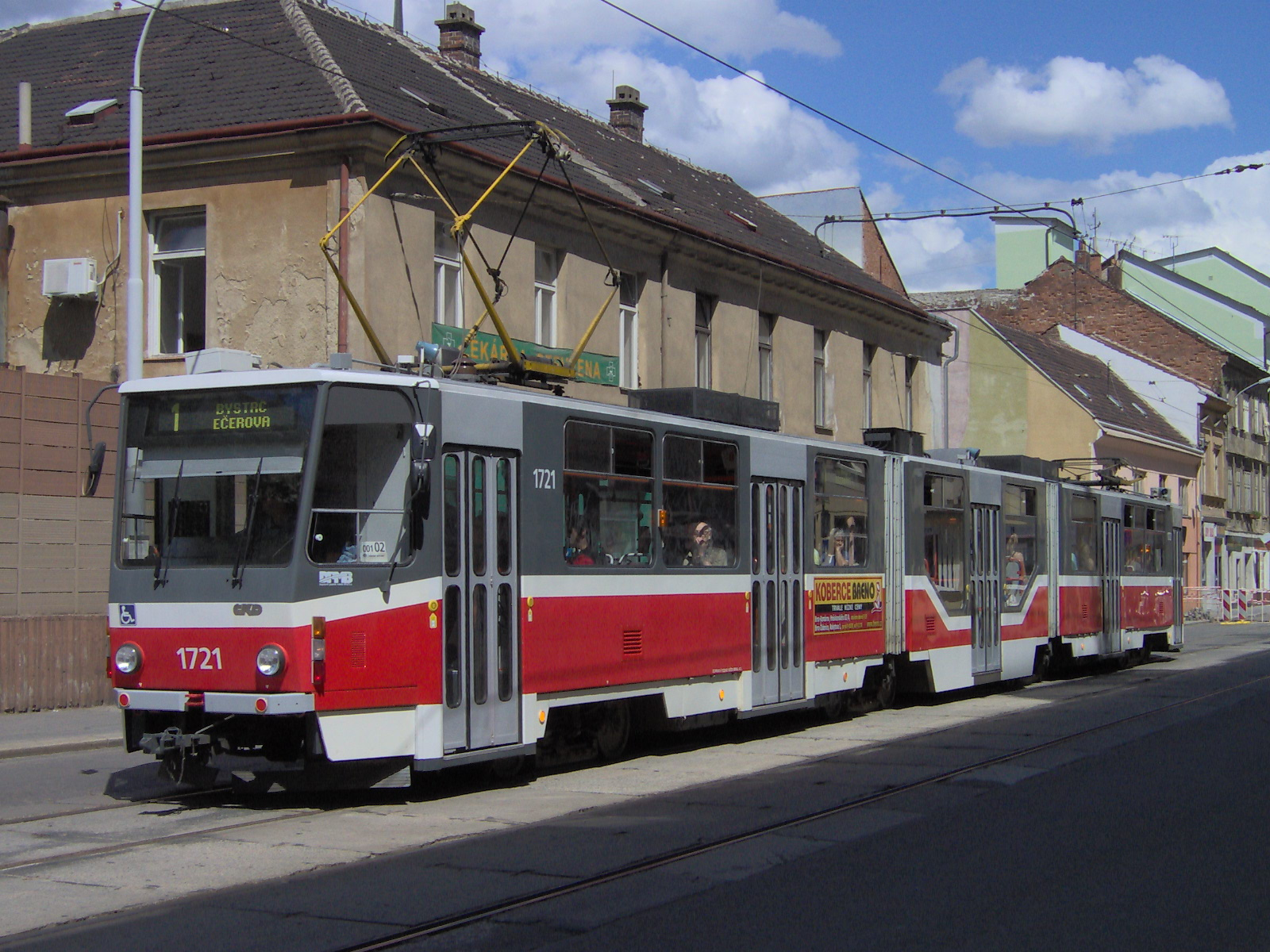
タトラKT8D5R.N2（2007年撮影）
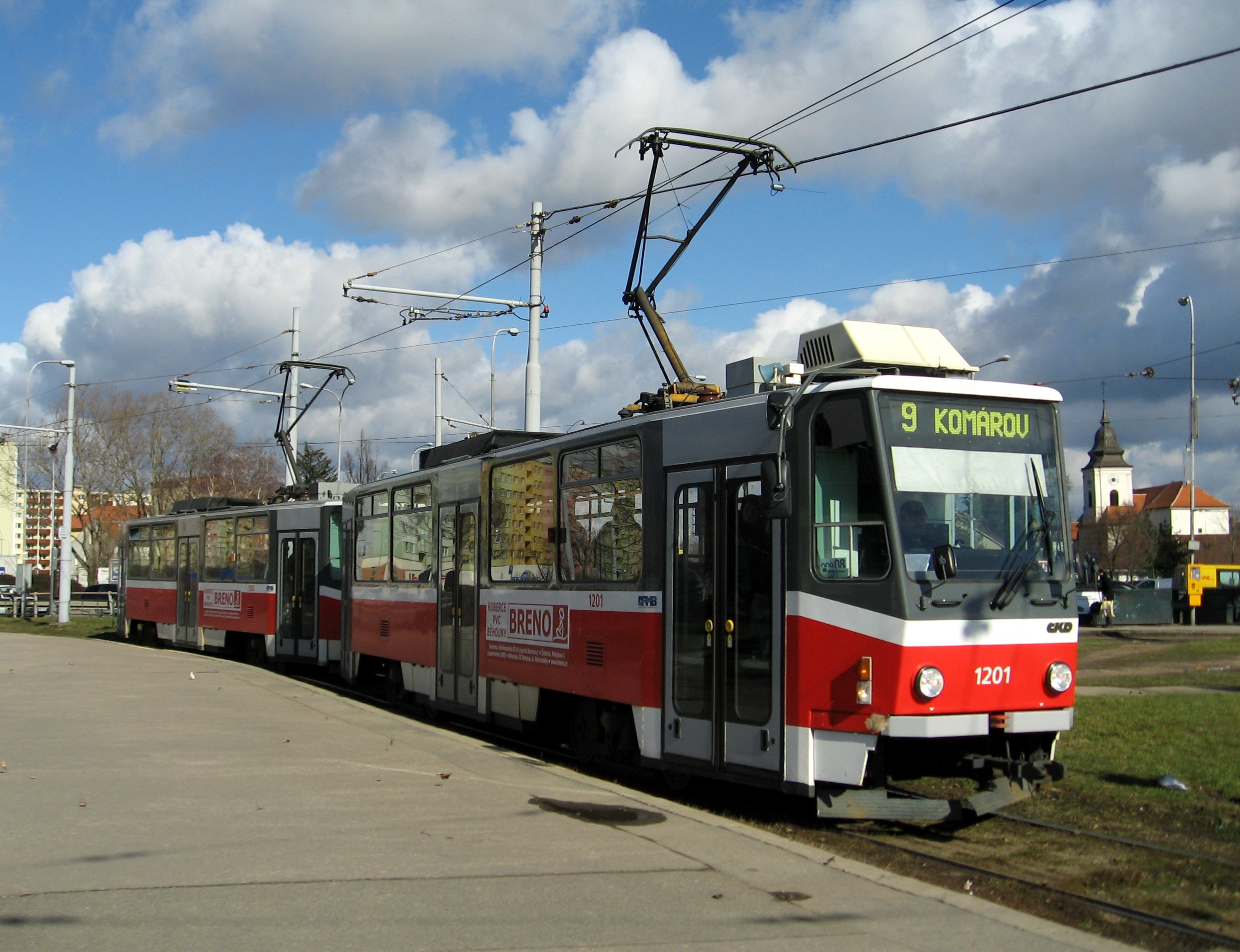
タトラT6A5（2009年撮影）
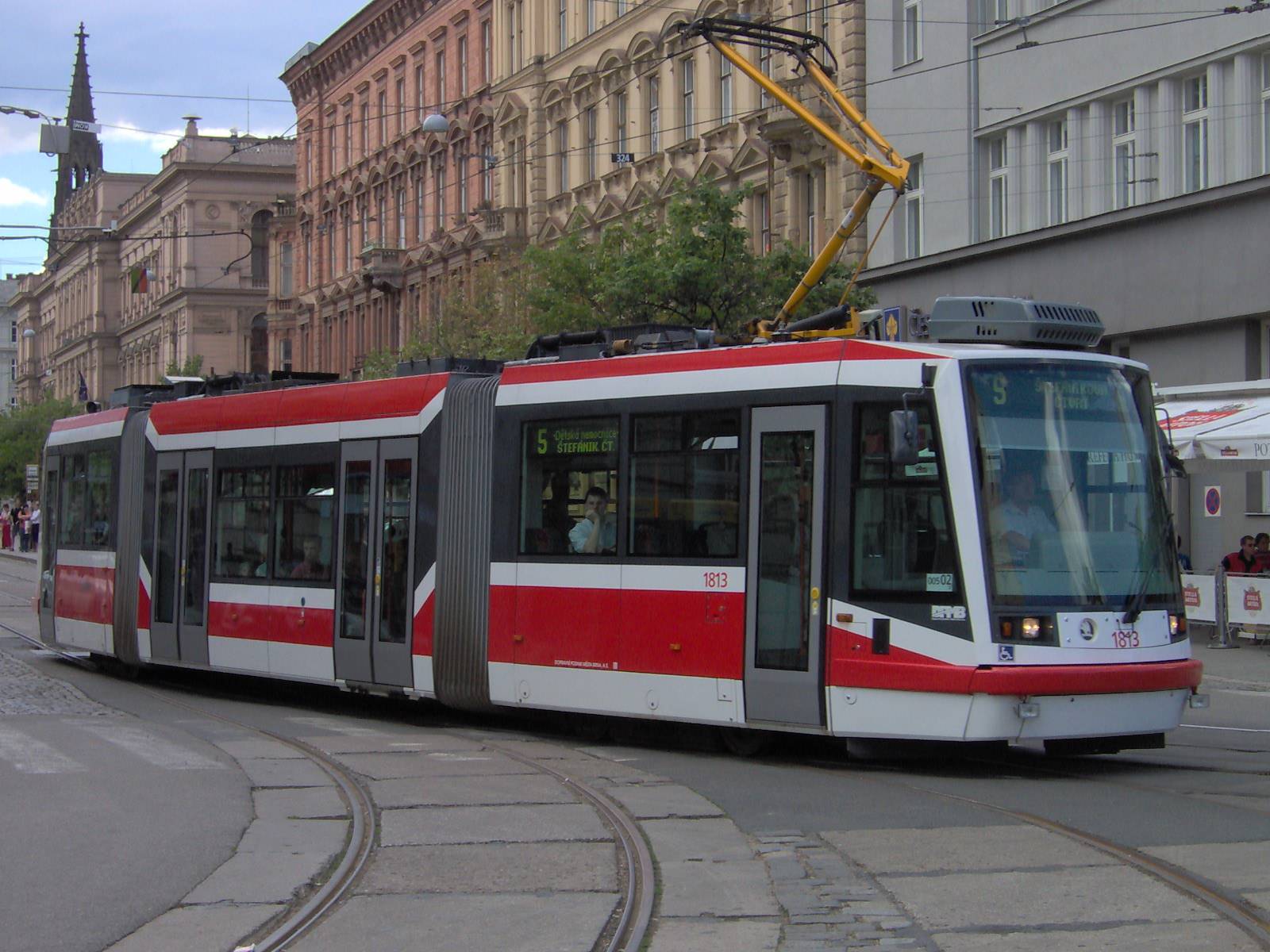
シュコダ03T（2005年撮影）
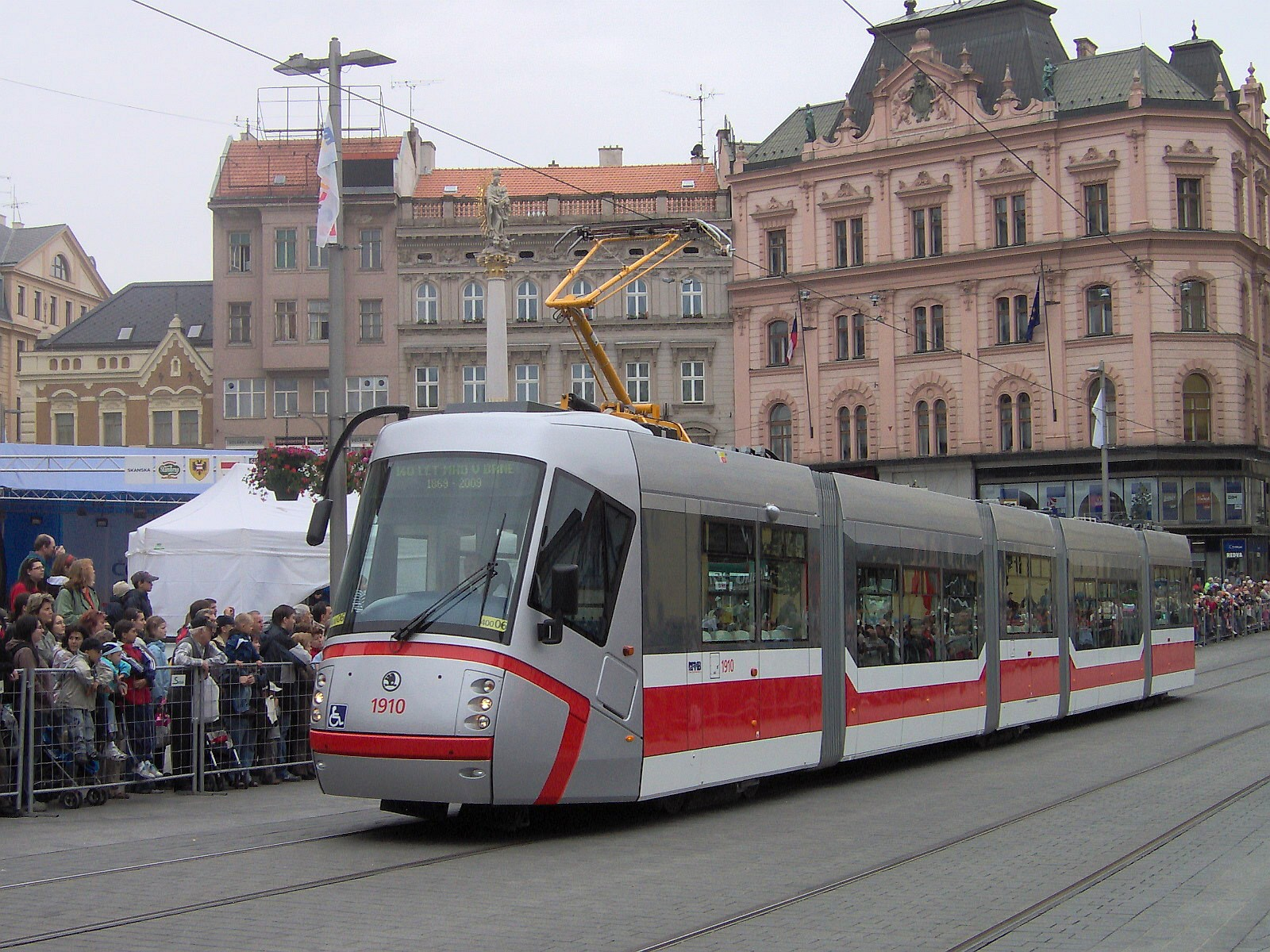
シュコダ13T（2009年撮影）
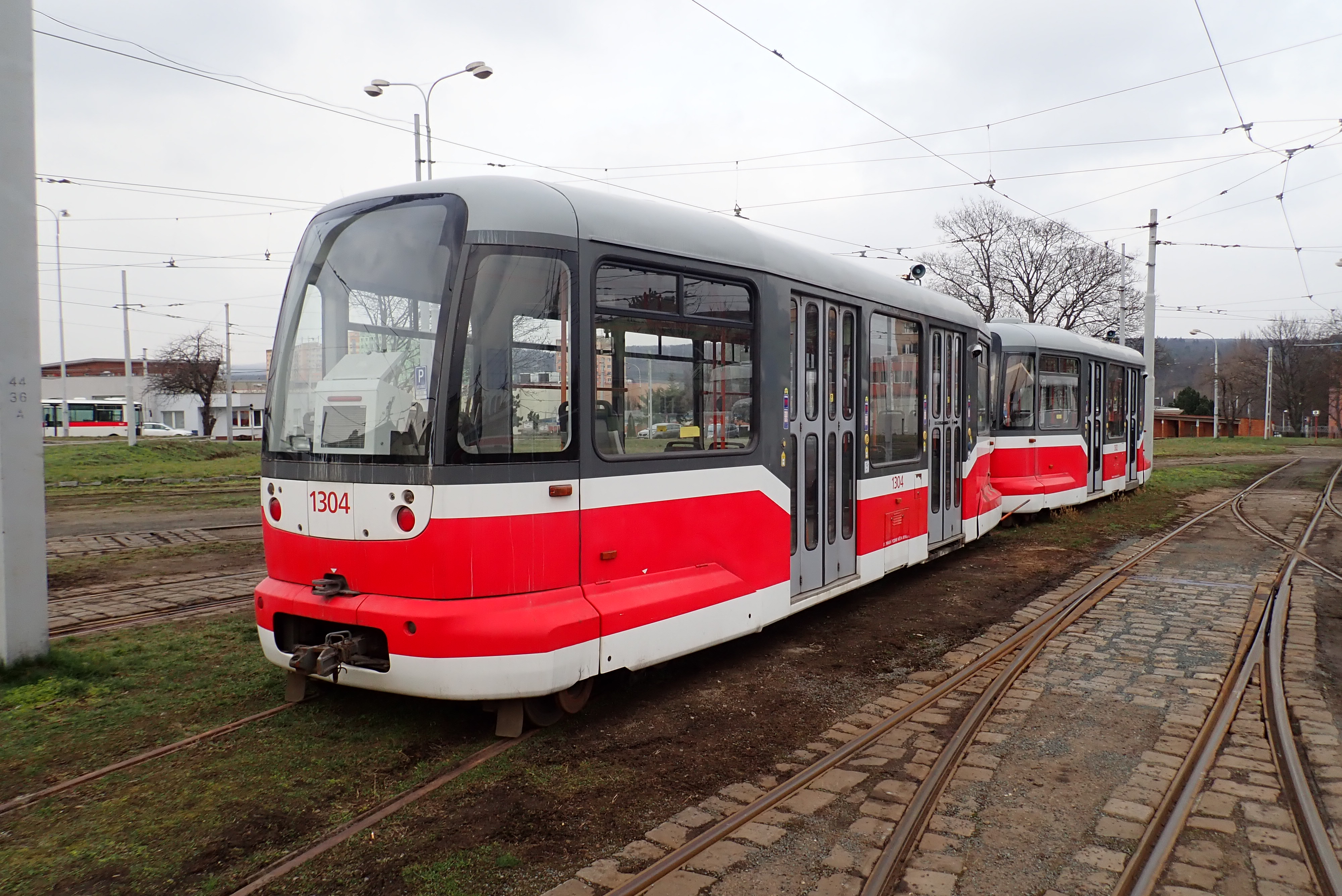
VV60LF（2018年撮影）
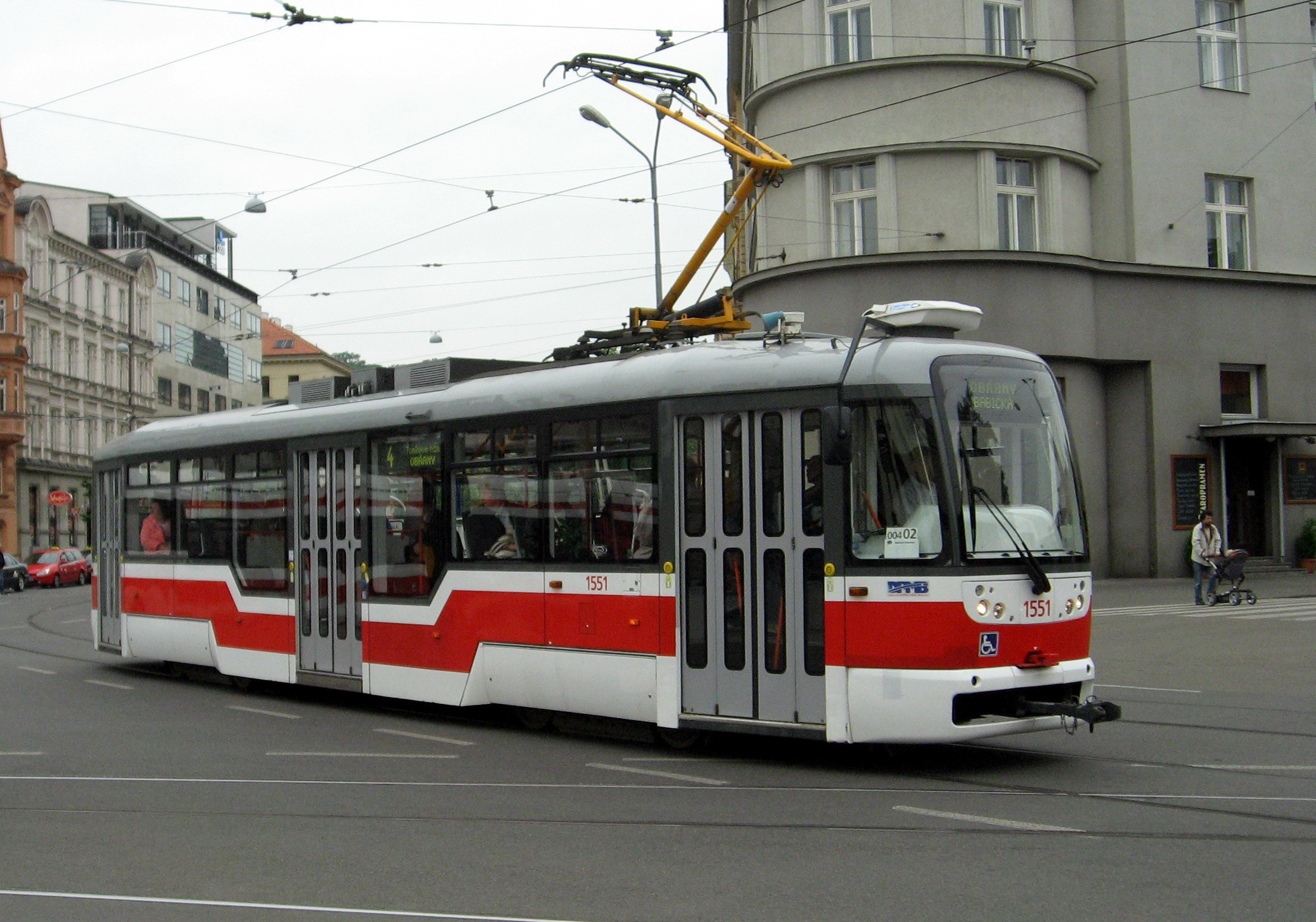
ヴァリオLFR.E（2009年撮影）
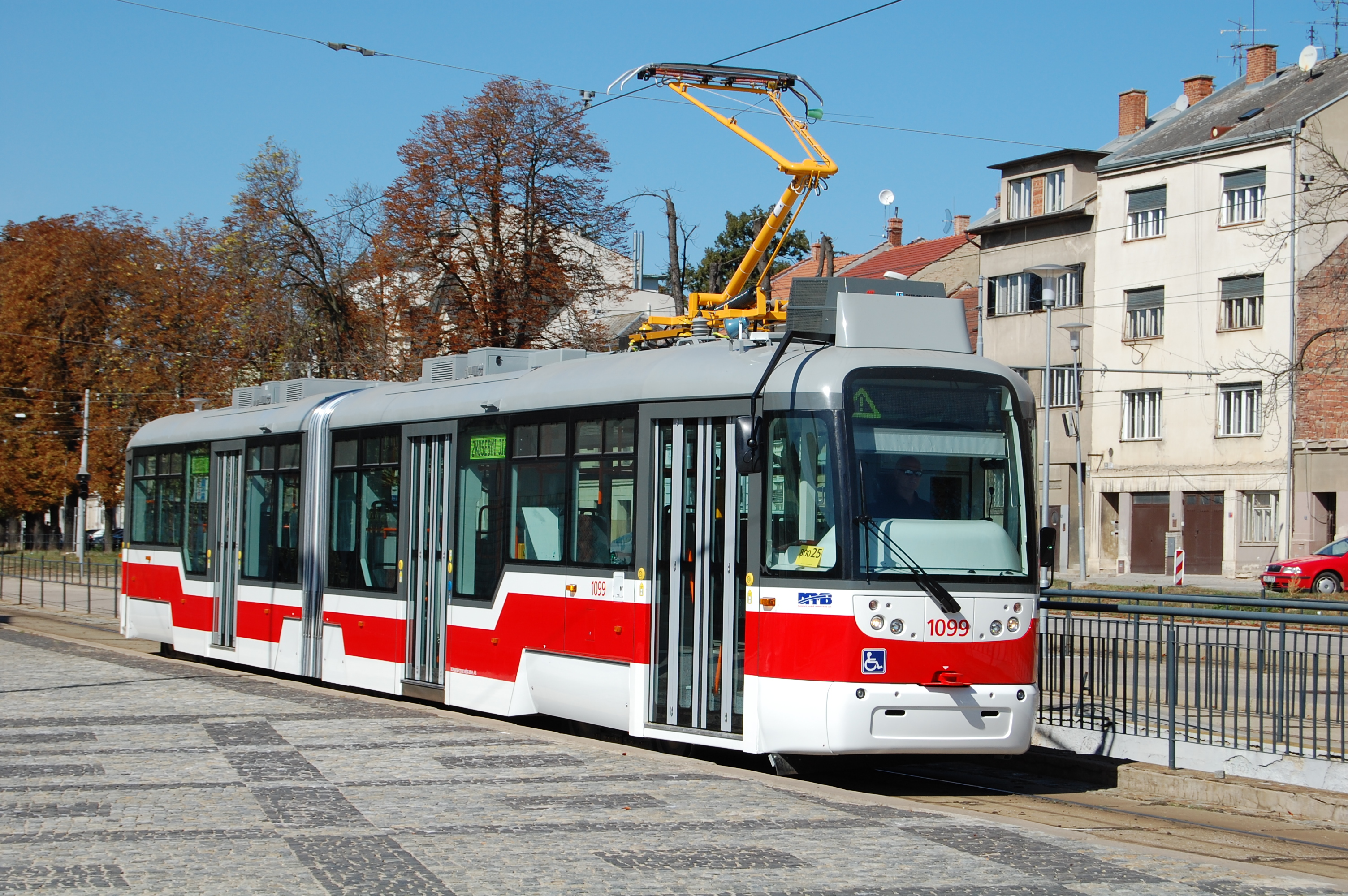
ヴァリオLF2R.E（2008年撮影）
EVO2（2020年撮影）

## 今後の予定
- 延伸計画 - ブルノ公共交通会社は2019年以降6・8号線が経由するオソヴァ電停（Osová）から分岐しマサリク大学のボフニツェキャンパス（チェコ語版）（Univerzitní kampus Bohunice）へ向かう路線の建設を進めており、2022年の開通が予定されている[1][4]。
- 新型車両 - ブルノ市電に在籍する車両のうち、老朽化が進んだタトラKT8D5の置き換えおよび上記の延伸による輸送力増強を目的に、2021年にブルノ公共交通会社はシュコダ・トランスポーテーションとの間に新型電車を導入する契約を交わした。両運転台式の3車体連接車であるこの車両は同社が世界各地に展開する、回転軸を有した台車を有する超低床電車であるフォアシティ・スマートの1車種で、シュコダ45Tという形式名が付けられ、2023年以降順次納入が実施される予定である[24][25]。

## 参考資料
- Zdeněk Nesiba (2000). 100 let elektrické pouliční dráhy v Brně 1900-2000. Ústí nad Labem: Dopravní vydavatelství Wolf
- Neil Pulling (2012-02). “Systems Factfile No.53 Brno, Czech Public”. Tramways & Urban Transit:  61-64.（2016年7月30日のインターネット・アーカイブ）